# Équipe cycliste XDS Astana
Pour les articles homonymes, voir Astana.
Cette équipe ne doit pas être confondue avec les anciennes équipes Astana-Würth et Astana City.
L’équipe cycliste XDS Astana est une équipe cycliste professionnelle sous licence kazakhe depuis 2009. Elle est créée en 2007 sous licence suisse et devient luxembourgeoise en 2008. Le sponsor, Samrouk-Kazyna, est un conglomérat d'entreprises kazakhes réunies autour du nom de la capitale du Kazakhstan, Astana. À sa création, elle reprend en partie l'effectif de l'ancienne équipe Liberty Seguros, disparue en 2006 à la suite de l'affaire de dopage Puerto. Elle court avec une licence d'équipe World Tour depuis sa création. Son directeur général est l'ancien cycliste Alexandre Vinokourov.
Au cours de son existence, l'équipe a notamment remporté deux Tours de France (Alberto Contador en 2009 et Vincenzo Nibali en 2014), trois Tours d'Italie (Alberto Contador en 2008 et Vincenzo Nibali en 2013 et 2016) et deux Tours d'Espagne (Alberto Contador en 2008 et Fabio Aru en 2015). La formation kazakhe compte également de nombreux succès sur les courses par étapes d'une semaine et s'est illustrée sur certaines classiques avec trois victoires sur Liège-Bastogne-Liège (Alexandre Vinokourov en 2010, Maxim Iglinskiy en 2012 et Jakob Fuglsang en 2019), deux sur l'Amstel Gold Race (Enrico Gasparotto en 2012 et Michael Valgren en 2018) et le Tour de Lombardie (Vincenzo Nibali en 2015 et Fuglsang en 2020).
Depuis sa création, l'équipe et ses membres ont été impliqués dans plusieurs affaires de dopage, notamment Alexandre Vinokourov, en 2007, lorsqu'il était coureur, Johan Bruyneel, Lance Armstrong, ou Alberto Contador qui s'est vu retirer sa victoire sur le Tour de France 2010.

## Histoire de l'équipe

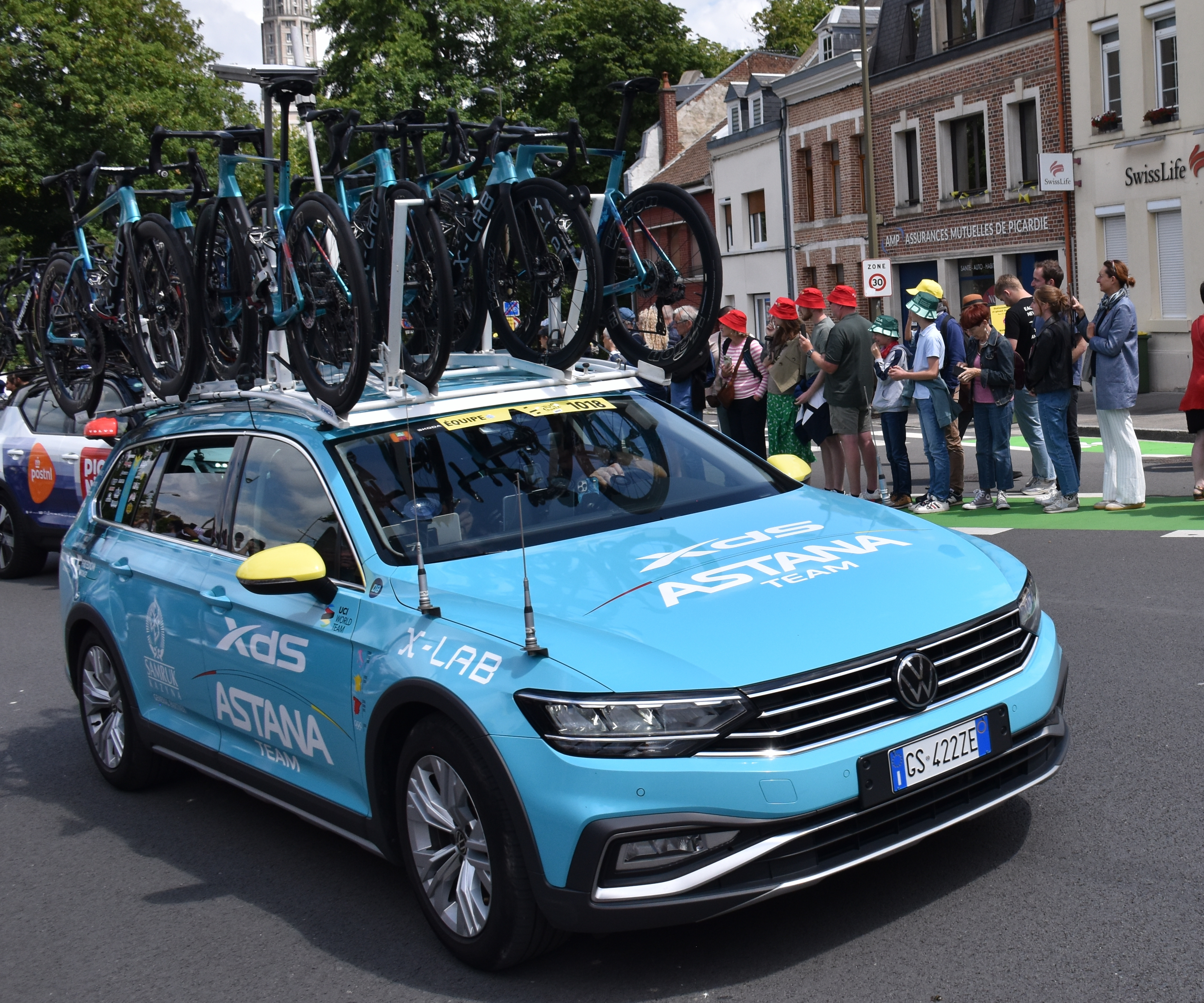
Tour de France 2025 - Véhicule XDS Astana Team.

Astana s'est d'abord impliqué dans le cyclisme au cours de la saison 2006. L'équipe espagnole Liberty Seguros-Würth est lourdement impliquée dans l'affaire Puerto et ses sponsors, Liberty Mutual, puis Würth, retirent leur parrainage. À partir du 22 juin, Astana sponsorise l'équipe et, au cours de la seconde moitié de la saison, Alexandre Vinokourov remporte le Tour d'Espagne au sein de l'équipe renommée Astana, et son coéquipier kazakh, Andrey Kashechkin prend la troisième place.

### 2007: une première saison marquée par les affaires de dopage

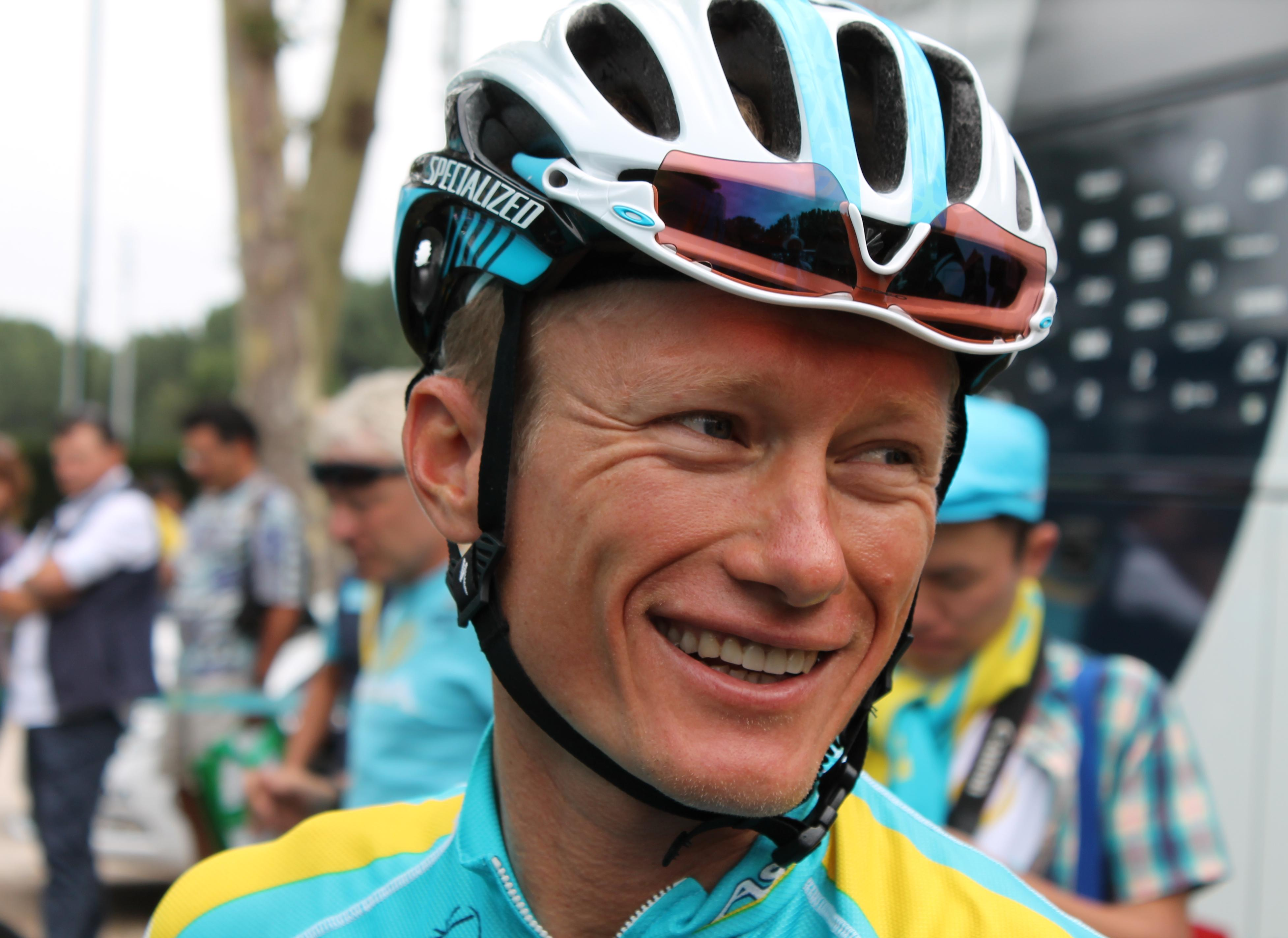
Alexandre Vinokourov en 2012

La nouvelle direction d'Astana a dans un premier temps tenté d'acheter la licence ProTour de l'ancienne équipe Liberty Seguros-Würth, détenue par Manolo Saiz. Cependant, Saiz étant réticent à vendre, Astana a donc demandé une licence à part entière. Dans un premier temps, la nouvelle équipe est basée en Suisse, sous le contrôle de la holding Zeus SARL et géré par l'ancien organisateur du Tour de Suisse Marc Biver. La commission des licences de l'UCI ProTour a d'abord informé Astana qu'elle ne bénéficierait pas d'une licence ProTour pour la saison 2007. À la suite de cette décision, les organisateurs des trois grands tours ont informé l'équipe Astana qu'ils seraient invités, quel que soit leur statut. Finalement, le 20 décembre 2006, la Commission des licences de l'UCI cède et octroie à l'équipe Astana une licence ProTour de quatre ans. Vinokourov est le leader de l'équipe, qui comprend les spécialistes des courses par étapes Andreas Klöden, Paolo Savoldelli et Andrey Kashechkin, ainsi que des nouveaux arrivants, tels que Matthias Kessler, Grégory Rast, Thomas Frei et Antonio Colom.
L'équipe intègre le circuit ProTour en 2007. Au cours de sa première saison, elle se fait remarquer pour les performances de ses coureurs dans les courses par étapes, notamment dans les contre-la-montre (comme lors de la 13e étape du Tour de France où Alexandre Vinokourov, Andreas Klöden et Andrey Kashechkin terminent aux première, troisième et quatrième places), mais également pour plusieurs affaires de dopage impliquant les coureurs et l'encadrement de l'équipe. En mars, Klöden remporte Tirreno-Adriatico, la première grande victoire de l'équipe.
Le 30 avril, Jef d'Hont, soigneur de l'équipe Telekom de 1992 à 1996, publie Mémoires d'un soigneur, livre dans lequel il révèle les pratiques de dopage au sein de l'équipe Telekom dont Walter Godefroot, le manager d'Astana, était manager à l'époque. D'Hont affirme ainsi que « pour Walter, ce qui ne pouvait pas être détecté lors d'un contrôle antidopage n'était pas du dopage. » Godefroot nie et porte plainte contre d'Hont. Ces affirmations portent les soupçons sur l'équipe qui est non seulement dirigée par Walter Godefroot, mais comprend également dans son effectif plusieurs anciens coureurs de l'équipe Telekom (Alexandre Vinokourov, Andreas Klöden, Matthias Kessler, Eddy Mazzoleni, Paolo Savoldelli, Sergueï Ivanov). En mai, Paolo Savoldelli gagne une étape du Tour d'Italie 2007, où Eddy Mazzoleni termine troisième du général.
Matthias Kessler est contrôlé positif à la testostérone le 27 juin, d'abord suspendu, puis licencié par l'équipe à la suite de la confirmation par la contre-expertise de sa positivité. Eddy Mazzoleni, troisième du Tour d'Italie, est cité (ainsi que Danilo Di Luca) dans l'affaire dite Oil for Drugs. Soupçonné d'avoir été en contact avec le Dr Carlo Santuccione qui aurait fourni des produits dopants à des athlètes, Mazzoleni nie tout lien avec le médecin. En juillet, il met fin au contrat le liant à Astana en attendant l'issue de l'affaire.
Enfin, après avoir dû s'expliquer peu avant le départ du Tour de France dans un entretien accordé au quotidien L'Équipe sur sa collaboration avec le docteur Michele Ferrari afin répondre aux soupçons de dopage, Alexandre Vinokourov est contrôlé positif à la transfusion sanguine à la suite de sa victoire lors de la 13e étape du Tour de France. L'équipe quitte alors le Tour. Le dopage étant confirmé par la contre-expertise, Astana licencie son leader le 30 juillet et décide de suspendre ses activités pendant un mois. Le 8 août 2007, l'équipe annonce que Andrey Kashechkin a été contrôlé positif à la transfusion sanguine homologue. Le contrôle a eu lieu le 1er août 2007 en Turquie. Suspendu dans un premier temps, il est licencié le 31 août après la contre-expertise confirmant la première analyse.
En octobre, Johan Bruyneel, ancien directeur sportif de l'équipe Discovery Channel annonce qu'il sera le manager d'Astana en 2008.

### 2008: le doublé Giro/Vuelta de Contador et le retour d'Armstrong

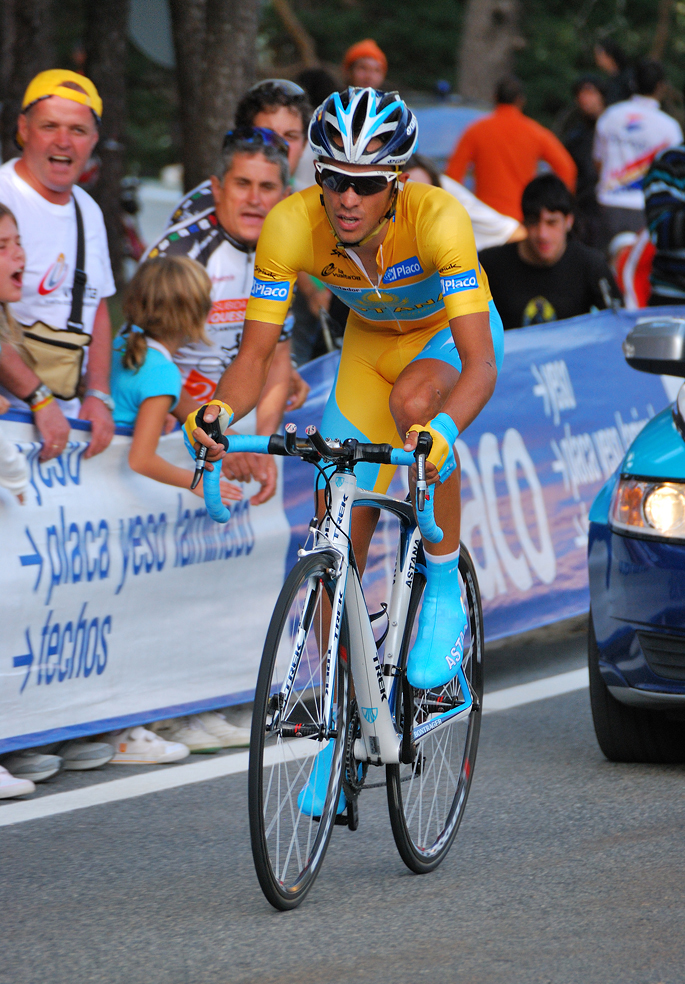
Alberto Contador, lors de la du Tour d'Espagne 2008.

En 2008, l'équipe passe sous licence luxembourgeoise et voit l'arrivée de Johan Bruyneel et d'Alberto Contador en provenance de la formation Discovery Channel. Elle recrute plusieurs coureurs tels que Tomas Vaitkus, Sérgio Paulinho, José Luis Rubiera, Vladimir Gusev, Janez Brajkovic, ainsi que l'Américain Chris Horner. Malgré ce recrutement, les organisateurs de courses, comme la société du Tour de France refusent d'inviter l'équipe Astana en raison des affaires de dopage. Néanmoins, l'année 2008 est réussie. Initialement non autorisée à courir le Tour d'Italie, l'équipe est finalement autorisée à participer moins d'une semaine avant le départ. En dépit du changement d'organisation qui en a découlé, elle parvient à mener Alberto Contador à la victoire. En revanche, le Tour d'Espagne est un objectif pour l'équipe et Alberto Contador depuis le début de l'année. Celui-ci remporte son troisième grand tour, devançant son coéquipier Levi Leipheimer. Ainsi, malgré l'absence de participation au Tour de France à cause du dopage de Vinokourov et d'autres en 2007, Astana a tout de même remporté deux grands tours en 2008 et obtenu trois podiums. Leipheimer a également remporté une médaille de bronze sur le contre-la-montre des Jeux olympiques de 2008, juste devant Contador, qui a terminé quatrième. Le bilan de l'équipe est complété par les succès de Contador sur le Tour du Pays basque, de Leipheimer sur le Tour de Californie et de Klöden sur le Tour de Romandie. En fin de saison, l'équipe se classe deuxième de l'UCI ProTour, à seulement trois points de la Caisse d'Épargne.
Le 8 septembre 2008, le site internet du magazine Velonews se fait l'écho de rumeurs sur un probable retour en 2009 de Lance Armstrong (qui est alors considéré comme un ancien septuple vainqueur du Tour de France) sous les couleurs de l'équipe Astana pour cinq courses : le Tour de Californie, Paris-Nice, le Tour de Géorgie, le Critérium du Dauphiné libéré et le Tour de France. Démentie par Astana, l'information est cependant confirmée le lendemain par Lance Armstrong sur le site de sa fondation, avec pour objectif de gagner un huitième Tour de France, et faire la promotion de sa fondation de lutte contre le cancer, mais sans préciser sa future équipe. Le coureur annonce officiellement son retour à la compétition le 24 septembre lors d'une conférence de presse et confirme son engagement avec la formation Astana.

### 2009: victoire sur le Tour et séparation
La saison 2009 est marquée par de nombreuses victoires entre février et avril, notamment les succès du Tour de Californie et du Tour de Castille-et-León de Levi Leipheimer, ainsi que les succès du Tour de l'Algarve et du Tour du Pays basque d'Alberto Contador. Lors du Tour d'Italie, Lance Armstrong termine douzième et Leipheimer sixième, mais les coureurs enlèvent le nom d'Astana sur leur maillot, en raison de salaires impayés. Les sponsors kazakhs veulent imposer le retour d'Alexandre Vinokourov, créateur de l'équipe. Bruyneel et Armstrong recherchent des sponsors pour reprendre l'équipe, mais les Kazakhs payent pour participer au Tour de France. Bruyneel et Armstrong partent après le Tour.
Lors du Tour de France, Astana écrase le début de l'épreuve après avoir remporté largement le contre-la-montre par équipes. Mais de profondes divergences opposent Contador et Armstrong, les deux leaders de l'équipe. Armstrong profite d'une bordure lors de la troisième étape, tandis que Contador attaque lors de la première étape de montagne, à Arcalis. Lors de la 15e étape (Pontarlier-Verbier), Contador attaque. Derrière, Kloden roule pour Lance Armstrong. Finalement, Contador le devance d'une minute trente sept secondes et remporte finalement deux étapes et le maillot jaune, alors qu'Armstrong termine troisième. En octobre, l'Agence française de lutte contre le dopage (AFLD) dénonce dans un rapport un « traitement privilégié » dont aurait bénéficié l'équipe de la part des officiels de l'UCI durant la course. À la fin de la saison, l'équipe est numéro une du classement UCI et Contador gagne le classement individuel.

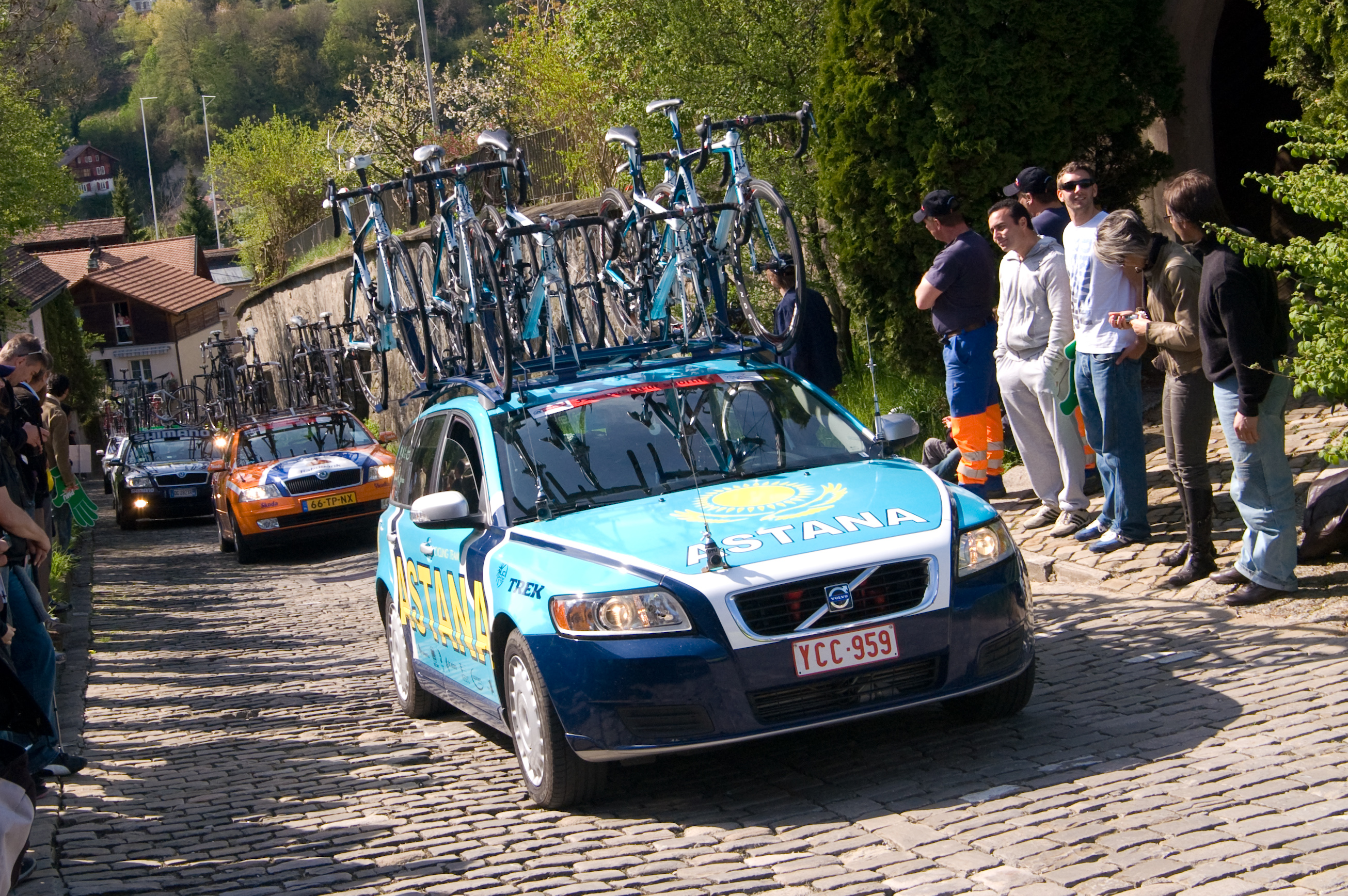
Voiture de l'équipe durant le Tour de Romandie 2008.

### 2010: retour des Kazakhs aux commandes et victoire du Tour annulée
Le 21 juillet 2009, avant la fin du Tour, Johan Bruyneel confirme qu'il quitte l'équipe Astana à la fin de la saison. Il rejoint l'équipe RadioShack créée par Lance Armstrong et emmène avec lui la plus grande partie de l'équipe Astana (les principaux coureurs comme Andreas Kloden, Levi Leipheimer, Yaroslav Popovych et le directeur sportif Alain Gallopin). Chez Astana, après sa période de suspension qui a pris fin en août 2009, Alexandre Vinokourov est de retour. Des coureurs sont recrutés pour épauler Contador : David de la Fuente, Paolo Tiralongo, Enrico Gasparotto, Rubén Plaza et Óscar Pereiro. Le 25 novembre 2009, la licence ProTour est officiellement renouvelée, et Contador annonce qu'il reste en 2010.
Le principal succès d'Astana au cours de la saison 2010 est celui obtenu sur le Tour de France par Alberto Contador qui, malgré aucune victoire d'étape en trois semaines, a réussi, comme en 2009, à devancer son rival Andy Schleck. Cette victoire est toutefois annulée en 2012 à la suite d'un contrôle positif au clenbutérol lors de la course et d'une disqualification qui le prive également de sa victoire sur le Tour d'Italie 2011. L'Espagnol a également remporté le Tour de l'Algarve, Paris-Nice, le Tour de Castille-et-León et deux étapes du Critérium du Dauphiné qu'il termine à la deuxième place. Il s'est aussi classé troisième de la Flèche wallonne.
L'autre leader de l'équipe, Alexandre Vinokourov remporte Liège-Bastogne-Liège. Il devance son compagnon d'échappée, le Russe Alexander Kolobnev. Il s'agit de sa deuxième victoire dans cette épreuve, après celle de 2005. Cependant, il est suspecté d'avoir acheté sa victoire auprès du Russe Kolobnev, alors que les deux coureurs se trouvaient en tête de la course. Vinokourov a également réussi à gagner le Tour du Trentin et une étape du Tour de France, avant de terminer deuxième de la Classique de Saint-Sébastien. Les autres résultats importants sont obtenus grâce à Maxim Iglinskiy, vainqueur de la Monte Paschi Strade Bianche et classé parmi les dix premiers de Milan-San Remo, Gand-Wevelgem et du Tour des Flandres. Enrico Gasparotto a remporté d'une étape de Tirreno-Adriatico et pris la troisième place de l'Amstel Gold Race et Daniel Navarro a gagné une étape du Critérium du Dauphiné.

### 2011-2012: dernières années de Vinokourov
À la fin de la saison 2010, Contador confirme son intention de quitter l'équipe kazakhe et de suivre Bjarne Riis chez Saxo Bank, avec ses équipiers Benjamín Noval, Jesús Hernández et Daniel Navarro. Les jeunes Roman Kreuziger et Robert Kišerlovski sont recrutés en provenance de la Liquigas-Doimo. Vinokourov et Kreuziger deviennent les leaders de l'équipe Astana en 2011. Le Kazakh a annoncé que ce serait sa dernière saison professionnelle et qu'il ferait n'importe quoi pour remporter le Tour de France, tandis que Kreuziger est attendu sur le Tour d'Italie.

Les résultats sont inférieurs à ceux des saisons précédentes et les cyclistes Astana n’ont obtenu que quelques succès sur des étapes du World Tour : avec Rémy Di Grégorio sur Paris-Nice, Vinokourov au Tour du Pays basque et au Tour de Romandie et Paolo Tiralongo au Tour d'Italie. Au Giro, Astana remporte le classement par équipes tandis que Kreuziger termine à la sixième place du général (puis à la cinquième place après la disqualification du vainqueur Contador). Vinokourov se classe à la troisième place au Tour de Romandie et au Critérium du Dauphiné, mais doit abandonner le Tour lors de la neuvième étape, après une chute dans la descente du col du Peyrol, où il se fracture le fémur. Le Kazakh annonce dans la foulée l'arrêt de sa carrière, mais quelques mois plus tard, considérant les progrès réalisés au cours de la rééducation, il déclare son intention de revenir en 2012. Astana termine finalement à la 14e place de l'UCI World Tour avec seulement 434 points, dont 230 pour Vinokourov.
Le recrutement le plus important pour 2012 est celui du Slovène Janez Brajkovič, qui revient chez Astana après deux ans passés à RadioShack. Il est désigné comme l'un des leaders avec Vinokourov et Kreuziger.

En mars, Kreuziger est troisième du classement général de Tirreno-Adriatico. Au printemps, Enrico Gasparotto remporte l'Amstel Gold Race, tandis que Maxim Iglinskiy obtient une victoire surprise lors de Liège-Bastogne-Liège, où Gasparotto prend la troisième place. Lors du Tour d'Italie, l'équipe kazakhe a de nouveau désigné Kreuziger comme leader et, malgré les deux victoires d'étape remportées par Paolo Tiralongo à Rocca di Cambio et Kreuziger à l'Alpe di Pampeago, le coureur tchèque termine loin au classement général, à plus d'un quart d'heure du vainqueur Ryder Hesjedal.

Vinokourov, par contre, mis à part son apparition sur le Tour de Langkawi, a très peu couru et a préféré concentrer sa préparation pour le Tour de France et les Jeux olympiques, ne revenant à la course qu'en juin à l'occasion du Critérium du Dauphiné pour aider son coéquipier Brajkovič à prendre la septième place. Lors du Tour de France, son dernier grand tour, Vinokourov s'est montré surtout à l'étape des reines dans les Pyrénées, mais a terminé 31e au classement général. De son côté, Brajkovič se classe à la neuvième place. Une semaine après la fin du Tour, Vinokourov a remporté la médaille d'or sur la course en ligne des Jeux olympiques de Londres, en battant lors d'un sprint à deux Rigoberto Urán. Après ce succès, il a annoncé son retrait des courses à la fin du mois, après la Classique de Saint-Sébastien, sa dernière course. Il est ensuite confirmé en tant que manager pour 2013. En fin de saison, Fredrik Kessiakoff gagne une étape du Tour d'Espagne.

### 2013-2016: l'ère Nibali

#### 2013: victoire sur le Giro

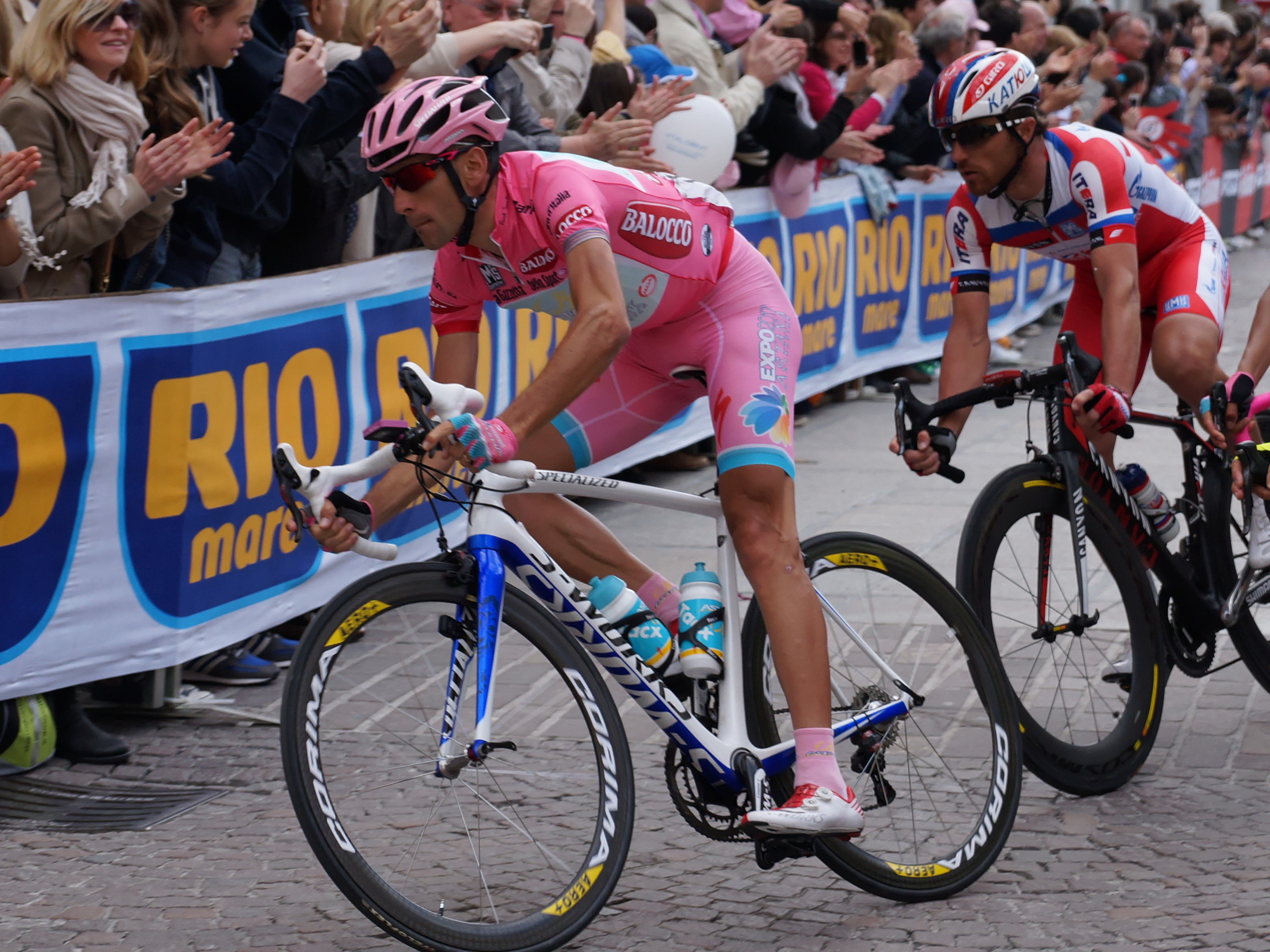
Vincenzo Nibali avec le maillot rose sur le Tour d'Italie 2013.

La piètre performance de Roman Kreuziger, qui suscitait de grands espoirs, associée à la retraite de Vinokourov, oblige Astana à rechercher un nouveau coureur pour les courses par étapes. C'est l'Italien Vincenzo Nibali, troisième du Tour de France 2012, qui est donc recruté, lui aussi en provenance de Liquigas. Nibali arrive avec ses coéquipiers Valerio Agnoli et Alessandro Vanotti, alors que le grimpeur Jakob Fuglsang est embauché pour compenser les départs de Kreuziger et Kišerlovski.
Les objectifs de Nibali pour 2013 sont le Tour d'Italie et le Tour d'Espagne. En début d'année, le coureur sicilien remporte Tirreno-Adriatico, devant Chris Froome et Alberto Contador, puis le Tour du Trentin. Lors de la saison des classiques, Borut Božič prend la deuxième place de Gand-Wevelgem. Lors du Giro, Nibali est l'un des favoris avec Bradley Wiggins (vainqueur du Tour 2012) et Ryder Hesjedal (vainqueur du Giro 2012). L'Italien se retrouve en deuxième position après les sept premières étapes. Dans l’étape du plateau de Montasio, Hesjedal perd environ vingt minutes et le lendemain, Wiggins perd à son tour trois minutes, puis abandonne. Le plus grand rival est finalement Cadel Evans, mais à l'occasion du contre-la-montre en côte de la 18e étape, puis de l'étape des Tre Cime di Lavaredo, Nibali obtient une marge suffisante pour lui garantir la victoire avec près de cinq minutes d'avance sur Rigoberto Urán et Cadel Evans.
Au Tour de France, Janez Brajkovič se présente avec des ambitions au classement, avec Fuglsang comme deuxième option. Mais une série de chutes réduit l'effectif de l'équipe et Fuglsang se classe finalement septième. Nibali, après avoir terminé troisième du Tour de Burgos est le favori du Tour d'Espagne. Astana remporte le contre-la-montre par équipes, permettant à Brajkovič de porter le maillot rouge. À l'occasion de la deuxième étape avec une arrivée à Monte da Groba, le maillot est récupéré par Nibali, qui le perd le lendemain en faveur de Chris Horner à Mirador de Lobeira, avant de le reprendre dès la quatrième étape. Horner gagne la dixième étape à l'Alto de Hazallanas et reprend pendant une journée le maillot rouge. Après plusieurs étapes difficiles, l'Américain possède trois secondes d'avance au matin de l'étape reine de l'Angliru. Malgré les nombreuses attaques du coureur sicilien, Horner est en mesure de défendre le maillot rouge, remportant ainsi la Vuelta à 42 ans, devant Nibali.

#### 2014: victoire sur le Tour

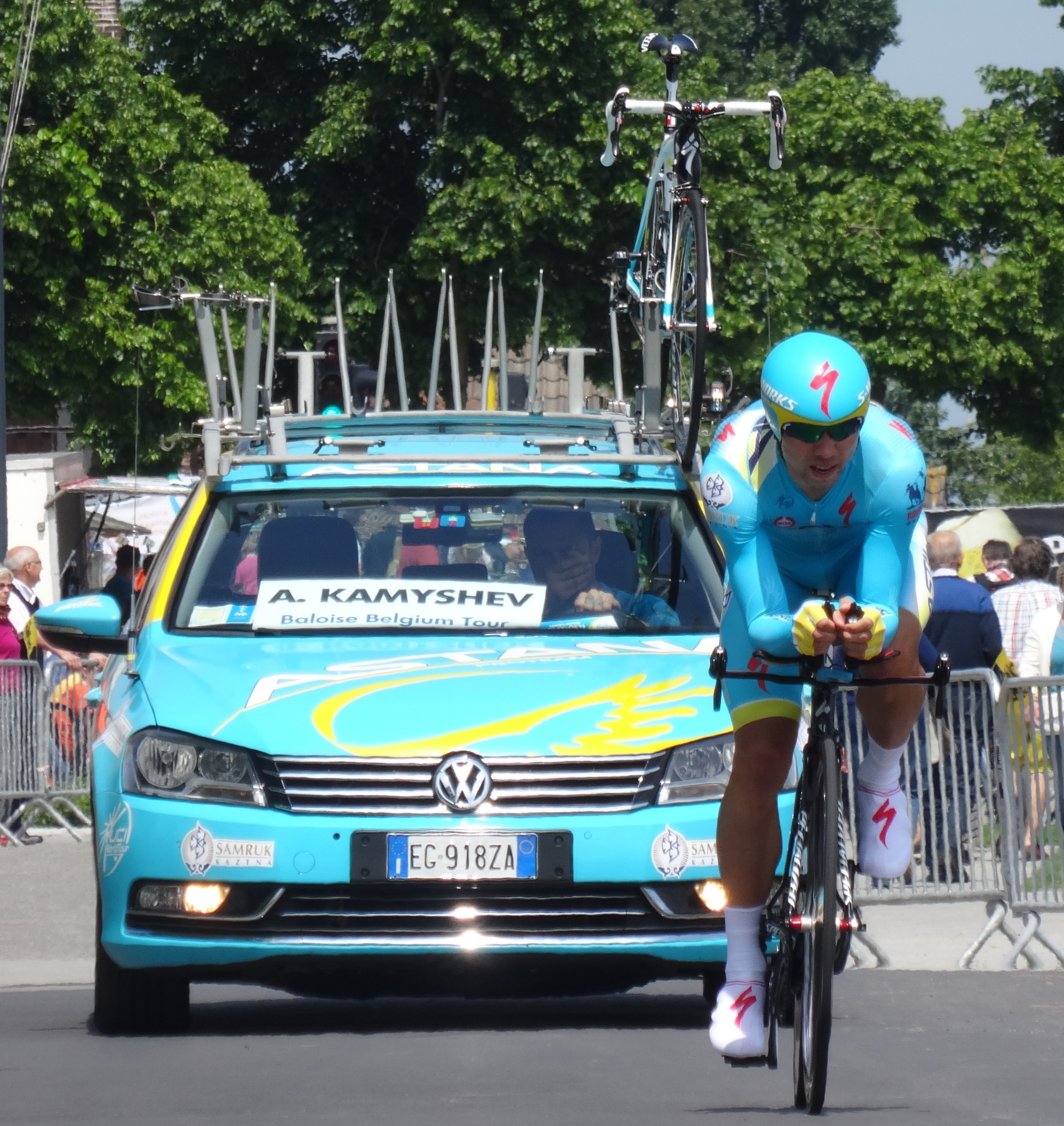
Arman Kamyshev lors du contre-la-montre de la 3e étape du Tour de Belgique 2014 à Dixmude.

Après avoir remporté le Tour d'Italie l'année précédente, l'objectif principal d'Astana pour 2014 est de remporter le Tour de France avec Vincenzo Nibali. Dans ce but, l'équipe recrute Michele Scarponi qui a été pour quatre années consécutives parmi les cinq premiers du Giro, Lieuwe Westra et Mikel Landa.

Scarponi est désigné leader sur le Tour d'Italie, où il est l'un des favoris et compte sur le soutien de Brajkovič, Tiralongo, Agnoli, Landa et le prometteur italien Fabio Aru, qui s'était révélé en prenant la cinquième place de l'étape remportée par Nibali l'année précédente sur le Tre Cime di Lavaredo. Cependant, dès les premières étapes, Scarponi montre qu'il n'est pas en bonne condition physique, si bien qu'à la fin de la huitième étape, il perd dix minutes sur les meilleurs et abandonne au cours de la seizième étape. Pendant ce temps, Aru confirme ses qualités, il reste toujours parmi les meilleurs et, gardant un rythme régulier, il se classe à la troisième place du classement général, derrière Nairo Quintana et Rigoberto Urán. Il gagne également la quinzième étape à Montecampione.
Lors du Tour de France, dès la deuxième étape disputée au Royaume-Uni, Nibali s'impose et porte le maillot jaune. Trois jours plus tard, sur les routes pavées d'Arenberg, il s'échappe avec ses équipiers Fuglsang et Westra et augmente son avance sur Alejandro Valverde et Alberto Contador (Chris Froome, l'autre favori, est tombé et a abandonné). Après avoir perdu le maillot jaune au profit de Tony Gallopin pendant une journée, le leader de l'équipe Astana le récupère en remportant la dixième étape à La Planche des Belles Filles. Nibali s'impose également à Chamrousse à Hautacam et termine deuxième à Risoul. Il gagne finalement le Tour avec plus de huit minutes d'avance à Paris, cinq ans après le succès de Contador. En septembre, Fabio Aru remporte deux étapes sur le Tour d'Espagne et termine cinquième au classement final.
Dans le même temps, les contrôles positifs coup sur coup d'Ilya Davidenok et Valentin Iglinskiy entraînent la demande de retrait de la licence WorldTour de l'équipe par l'UCI.

#### 2015: problèmes de licence World Tour et victoire sur la Vuelta
Le 4 décembre 2014, l'UCI annonce la liste de 16 équipes qui feront partie du World Tour : l'équipe n'en fait pas partie. Le 10 décembre, la commission des licences acte le maintien de l'équipe Astana, qui conserve sa licence malgré de récents cas de dopage. Cependant, elle reste susceptible de se voir retirer sa licence « en cas de conclusions défavorables de l’audit ou d’exécution défectueuse du cahier des charges, ou encore si l’équipe devait connaître un nouveau cas de dopage durant la saison 2015 ». Le 27 février 2015, à la suite des conclusions de l'audit, l'UCI demande à la Commission des Licences le retrait de la licence World Tour d'Astana. Le 23 avril 2015, il est finalement annoncé par l'UCI qu'Astana conserve sa licence, mais doit revoir plusieurs points de fonctionnement interne,.

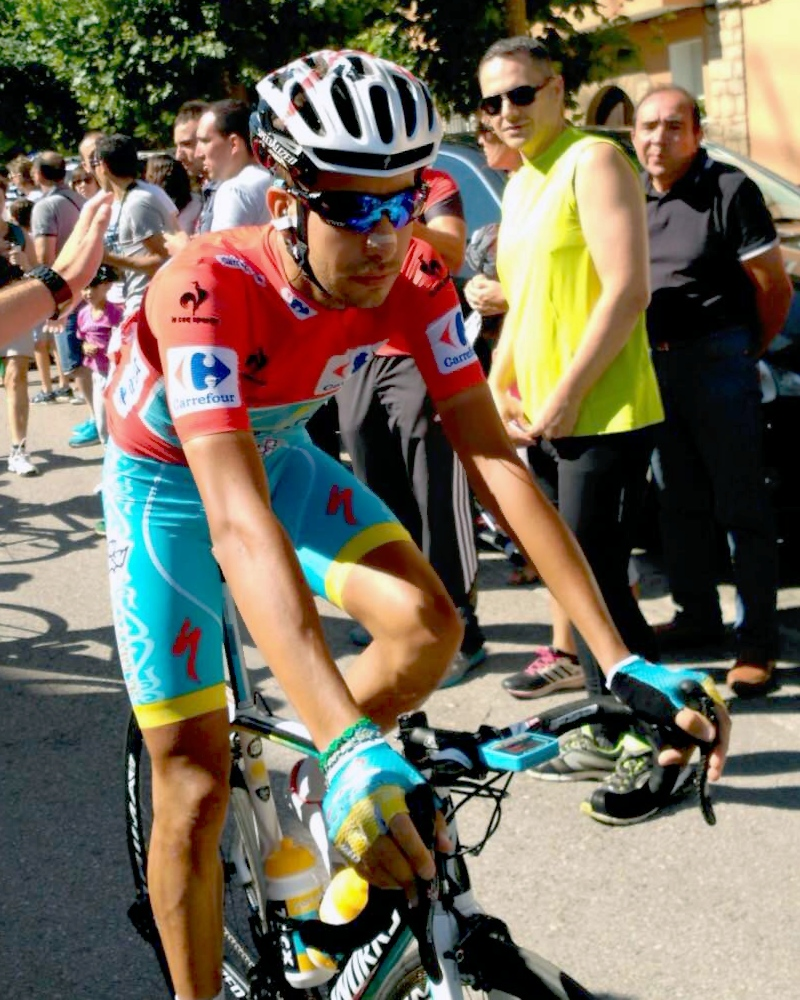
Fabio Aru en rouge durant le Tour d'Espagne 2015.

Afin d'aider Fabio Aru à monter à nouveau sur le podium du Tour d'Italie, Astana sélectionne une équipe de grimpeurs : Dario Cataldo, Tanel Kangert, Mikel Landa, Davide Malacarne, Diego Rosa, Luis León Sánchez, Paolo Tiralongo et Andrey Zeits. Cette formation prend la troisième place de la première étape, un contre-la-montre par équipes, derrière Orica-GreenEDGE et Tinkoff-Saxo. Durant trois semaines, elle domine la course, avec deux coureurs sur le podium (Aru deuxième et Landa troisième), cinq victoires d'étapes (une pour Paolo Tiralongo, deux pour Aru et Landa), le classement du meilleur jeune pour Aru et les deux classements par équipes. Mais, elle doit s'incliner face à un Alberto Contador intouchable.
En juillet, le MPCC observe une cortisolémie effondrée chez Lars Boom et, conformément à son règlement, demande à l'équipe kazakhe de retirer Boom, coéquipier du lauréat du Tour 2014 Vincenzo Nibali, de sa liste de départ du Tour de France 2015. L'équipe Astana ne se conforme pas à la décision et décide d'aligner le coureur. Elle est exclue du MPCC en septembre 2015. Nibali, qui est en difficulté à la fois depuis le début de saison et depuis le début du Tour, est menacé de licenciement par son manager Alexandre Vinokourov, qui ne souhaite pas poursuivre avec lui à l'issue de la saison. Il remporte néanmoins une victoire à La Toussuire en échappée, résistant au retour de Nairo Quintana et termine quatrième de la « Grande boucle ».
Lors du Tour d'Espagne, Astana aligne ses trois leaders Nibali, Aru et Landa. Dès la deuxième étape, Nibali est exclu après avoir été tracté par une voiture et Landa perd beaucoup de temps. Aru reste donc le dernier atout pour Astana. Lors de la onzième étape, l'équipe réalise un coup de force, Aru finissant deuxième derrière Landa et prenant le maillot rouge. Par la suite, Joaquim Rodríguez, puis Tom Dumoulin repassent devant. Lors de la vingtième étape, bien aidé par son équipe et notamment Landa, Aru attaque à plus de quarante kilomètres de l'arrivée et fait craquer le maillot rouge, Dumoulin. Il reprend la tête du classement général et remporte le lendemain son premier grand tour. En fin de saison, Nibali remporte coup sur coup la Coppa Bernocchi, les Trois vallées varésines et le Tour de Lombardie, la dernière classique monument de l'année.

#### 2016: troisième Giro avec Nibali
En 2016, arrive un nouveau succès dans le Tour d'Italie avec Vincenzo Nibali, qui s'impose après un début de course difficile. Sur la ligne d'arrivée de Sant'Anna di Vinadio, le Sicilien parvient à combler son retard avec le Colombien Esteban Chaves et à conquérir son deuxième Giro après 2013, le troisième pour l'équipe. En juin, le Tour de Suisse est remporté par le jeune Miguel Ángel López, devant l'Espagnol Ion Izagirre, avoir pris la tête du contre-la-montre lors de l'avant-dernier jour. Au Tour de France, l'équipe kazakhe envoie comme leader Fabio Aru, qui termine toutefois en treizième position en raison d'un effondrement physique dans l'avant-dernière étape. Lors de Milan-Turin, Miguel Ángel López se détache dans la dernière ascension et gagne ainsi la course, Aru terminant quatrième. Lors du Tour de Lombardie, Diego Rosa prend la deuxième place, battu au sprint par le Colombien Esteban Chaves.

### 2017-2020: les succès de Fuglsang, Lopez et Lutsenko

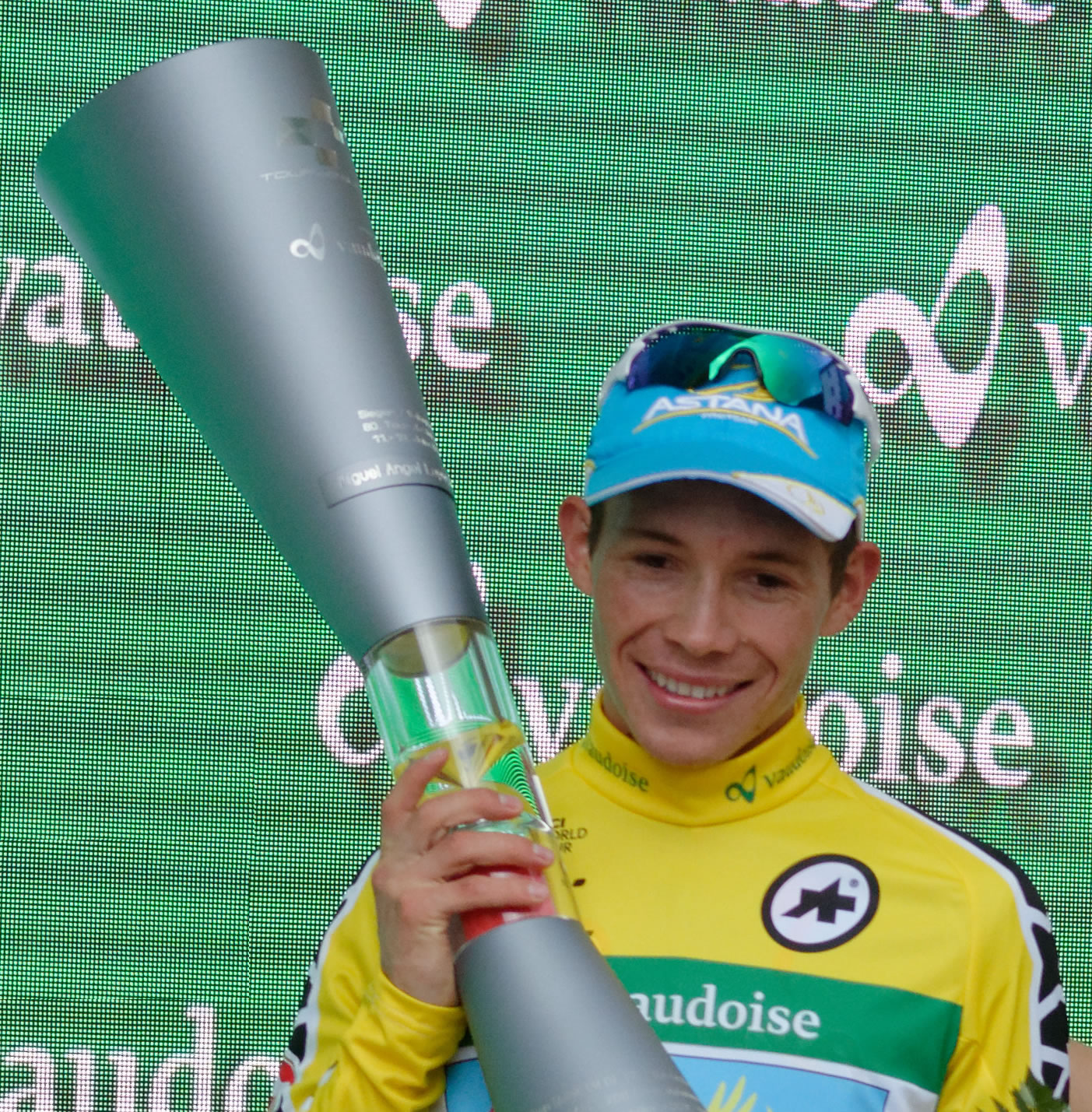
Miguel Ángel López lors de sa victoire au Tour de Suisse 2016.

Au cours de la saison 2017, Astana abandonne la marque Specialized pour adopter les vélos canadiens Argon 18. Vincenzo Nibali quitte Astana pour rejoindre la nouvelle équipe Bahrain-Merida. En avril, l'équipe doit faire face à la mort lors d'un entraînement, du cycliste Michele Scarponi, vainqueur du Giro 2014. En juin, Astana gagne deux étapes et le classement final du Critérium du Dauphiné avec Jakob Fuglsang. Aru obtient la cinquième place au Tour de France, son meilleur résultat sur la course. Lors du Tour d'Espagne, l'équipe gagne trois étapes : deux pour Miguel Ángel López et une pour Alexey Lutsenko. Fabio Aru quitte l'équipe à l'issue de la saison.
En février 2018, le directeur de l'équipe, Vinokourov, annonce que l'équipe ne verse actuellement plus de salaires, l'État du Kazakhstan n'ayant pas effectué de paiements en tant que sponsor principal depuis le début de l'année. Plusieurs coureurs et le porte-parole de l'équipe ont contredit cette déclaration. Ainsi, les salaires sont actuellement payés à partir des réserves de l'équipe, mais celles-ci ne seraient pas suffisantes pour toute l'année. L'équipe réalise un bon début de saison, remportant rapidement plusieurs victoires, dont deux classiques World Tour, le Circuit Het Nieuwsblad et l'Amstel Gold Race grâce à Michael Valgren. En mai, Alexandre Vinokourov déclare dans La Gazzetta dello Sport que les problèmes financiers sont résolus et que l'avenir de l'équipe est assuré jusqu'en 2020. Les coureurs de l'équipe brillent sur les grands tours. Miguel Ángel López est troisième (et meilleur jeune) du Tour d'Italie et troisième du Tour d'Espagne, tandis que Omar Fraile et Magnus Cort Nielsen remporte chacun une étape du Tour de France. La formation kazakhe termine à la sixième place du World Tour, avec 20 victoires au total.
La saison 2019 voit l'équipe compter 37 succès (dont 30 obtenus avant juillet), une première dans l'histoire de l'équipe. Ses coureurs s'adjugent un record de 12 classements généraux. Jakob Fuglsang gagne Liège-Bastogne-Liège et le Critérium du Dauphiné, tout en obtenant plusieurs places d'honneur aussi bien sur les classiques que les courses par étapes. Une nouvelle fois meilleur jeune du Giro, Miguel Ángel López s'adjuge le Tour de Catalogne, Ion Izagirre le Tour du Pays basque, tandis que Alexey Lutsenko remporte 10 courses. L'équipe s'octroie trois étapes du Tour d'Italie (dont 2 pour Pello Bilbao) et deux autres sur le Tour d'Espagne.
En 2020, Jakob Fuglsang remporte le Tour de Lombardie, tandis que son nouveau coéquipier Aleksandr Vlasov se classe troisième de la course. Toujours régulier, Fuglsang accumule les places d'honneur tout au long de la saison : deuxième du Tour de Pologne, cinquième des Strade Bianche et sixième du Tour d'Italie (son meilleur classement sur un grand tour). Vlasov gagne trois courses et s'affirme comme l'un des meilleurs grimpeurs. Longtemps troisième du Tour de France, Miguel Ángel López termine finalement sixième et gagne l'étape reine du col de la Loze. Alexey Lutsenko gagne aussi une étape du Tour de France, tandis qu'Ion Izagirre s'impose sur une étape du Tour d'Espagne.

### 2021-2024: déclin

#### 2021: perte de vitesse
En 2021, la société canadienne Premier Tech, déjà sponsor maillot de l'équipe depuis 2017, augmente son budget et devient co-sponsor. La formation est renommée Astana-Premier Tech,, tandis que Miguel Ángel López quitte l'équipe. L'équipe, qui reste sur deux saisons où elle joue les premiers rôles (5e du classement UCI en 2019 et 7e en 2020), obtient 13 victoires, dont seulement trois sur le circuit World Tour et ne se classe qu'au 13e rang mondial. Pour la première fois depuis sa création en 2007, Astana ne gagne aucune étape sur les grands tours. Alexey Lutsenko remporte la Coppa Agostoni, ainsi qu'une étape du Critérium du Dauphiné, où il se classe deuxième du général. Il est également un surprenant septième du général du Tour de France. Si de son côté Jakob Fuglsang est moins en réussite - il se contente d'une troisième place sur le Tour de Suisse - c'est Aleksandr Vlasov qui obtient les meilleurs résultats sur les courses par étapes, en terminant deuxième de Paris-Nice, troisième du Tour des Alpes et surtout quatrième du Tour d'Italie. Toujours placé, Ion Izagirre est troisième de Paris-Nice, septième du Tour de Romandie et du Dauphiné, ainsi que dixième du Tour du Pays basque où il gagne une étape.

#### 2022: un effectif remanié
En 2022, l'équipe change de nom et est renommée Astana Qazaqstan Team,. Cette saison est marquée par les retours de Vincenzo Nibali et Miguel Ángel López, ainsi que l'arrivée de Gianni Moscon. Ils doivent compenser les départs des principaux leaders Jakob Fuglsang, Ion Izagirre, Aleksandr Vlasov, ainsi que des Espagnols Gorka Izagirre, Luis León Sánchez, Omar Fraile et Alex Aranburu. Cette saison est la plus mauvaise de l'histoire de l'équipe avec seulement cinq succès (dont aucune en WorldTour) et une 21e place du classement UCI (dernière des WorldTeams). Pour sa dernière saison, Vincenzo Nibali se classe quatrième du Tour d'Italie, tandis que Miguel Ángel López se classe quatrième du Tour d'Espagne et obtient diverses places d'honneur hors calendrier World Tour. Il est licencié à la fin de la saison en raison de ses liens supposés avec un docteur impliqué dans un trafic de produits dopants en Espagne. L'autre leader, Alexey Lutsenko, déçoit alors qu'il vise désormais les classements généraux. Son meilleur résultat étant une huitième place du général du Tour de France. De son côté, Yevgeniy Fedorov devient champion du monde sur route espoirs.

#### 2023-2024: vers la seconde division
En 2023, l'équipe recrute notamment le sprinteur Mark Cavendish pour une saison avec l'espoir que le Britannique remporte sa 35e victoire sur le Tour de France et dépasse le record de victoires d’étapes détenu par Eddy Merckx. Du côté des départs, on peut noter ceux de Miguel Ángel López et Vincenzo Nibali. La saison est compliquée pour l'équipe avec une seule victoire sur une course du World Tour. Leur coureur phare, Cavendish, réalise une saison en demi teinte avec une victoire d’étape sur le Giro et une deuxième place sur le Tour mais aucune autre victoire ou place marquante. Le Kazakh Alexey Lutsenko sauve la saison en remportant le Tour de Sicile et le Tour de Turquie mais également le Mémorial Marco Pantani pour la deuxième fois de sa carrière. Finalement, la formation termine à la 20e place du classement UCI, ce qui constitue un échec pour l’équipe qui vise le maintien dans le premier échelon du cyclisme mondial.
Lors de l'année 2024, Astana Qazaqstan s'enfonce un peu plus au classement, avec 12 succès et une 21e place au classement UCI. Si Mark Cavendish rentre dans l'histoire avec une 35e victoire sur le Tour de France, le reste de l'équipe déçoit et se contente de rares tops 10 sur le World Tour, y compris pour le leader historique Alexey Lutsenko, qui quitte l'équipe en fin d'année.

### 2025: nouveau sponsor et espoir de maintien
En juillet 2024, durant le Tour de France, l’équipe annonce l’arrivée d’un nouveau sponsor majeur, l’équipementier chinois XDS. La marque annonce s’associer avec l’équipe pour « au moins cinq ans » dans le but de rivaliser avec les meilleurs équipes du peloton. Ainsi, un budget élevé est alloué au recrutement dès la fin d’année 2024 et plusieurs arrivées importantes sont menées, à l’image de Clément Champoussin et surtout Alberto Bettiol. L’objectif principal de l’équipe est de remporter assez de points pour se maintenir en 1re division après deux saisons décevantes, l’année 2025 s’annonce donc cruciale pour la survie de la formation sino-kazakh.

## Encadrement de l'équipe
Depuis 2007, plusieurs équipes dirigeantes se sont succédé à la tête de l'équipe Astana.
En 2007, le Suisse Marc Biver est le manager de l'équipe. Il dirigeait précédemment IMG Suisse. La société Zeus qu'il dirige contracte avec la fédération kazakhe de cyclisme, détentrice de la licence ProTour, pour gérer l'équipe Astana jusqu'en 2010. Les quatre directeurs sportifs sont Adriano Baffi, Giovanni Fidanza, Mario Kummer et Alexandr Shefer. Walter Godefroot est conseiller technique. Godefroot et Kummer ont occupé précédemment les fonctions de directeur sportif au sein de l'équipe T-Mobile, dont sont également issus plusieurs coureurs importants de l'équipe. Godefroot quitte l'équipe en juillet. Il estime avoir mis l'équipe sur de bons rails et dit souffrir de maux de dos. Ce départ fait également suite aux révélations de dopage dans l'ancienne équipe Telekom dirigée par Gotefroot. En septembre 2007, la collaboration entre la société Zeus et la fédération kazakhe cesse. Les salaires des coureurs de l'équipe ne sont plus versés. Marc Biver explique ne plus recevoir les fonds nécessaires de la fédération kazakhe. Celle-ci annonce le remplacement Biver par Johan Bruyneel en octobre, après l'avoir contacté dès après le Tour de France. Bruyneel a précédemment dirigé les équipes US Postal et Discovery Channel, et a remporté en tant que manager huit Tours de France : 7 avec Lance Armstrong, et un, en 2007, avec Contador Le litige entre la fédération kazakhe et Biver est porté devant les tribunaux par ce dernier. Le procès est en cours.

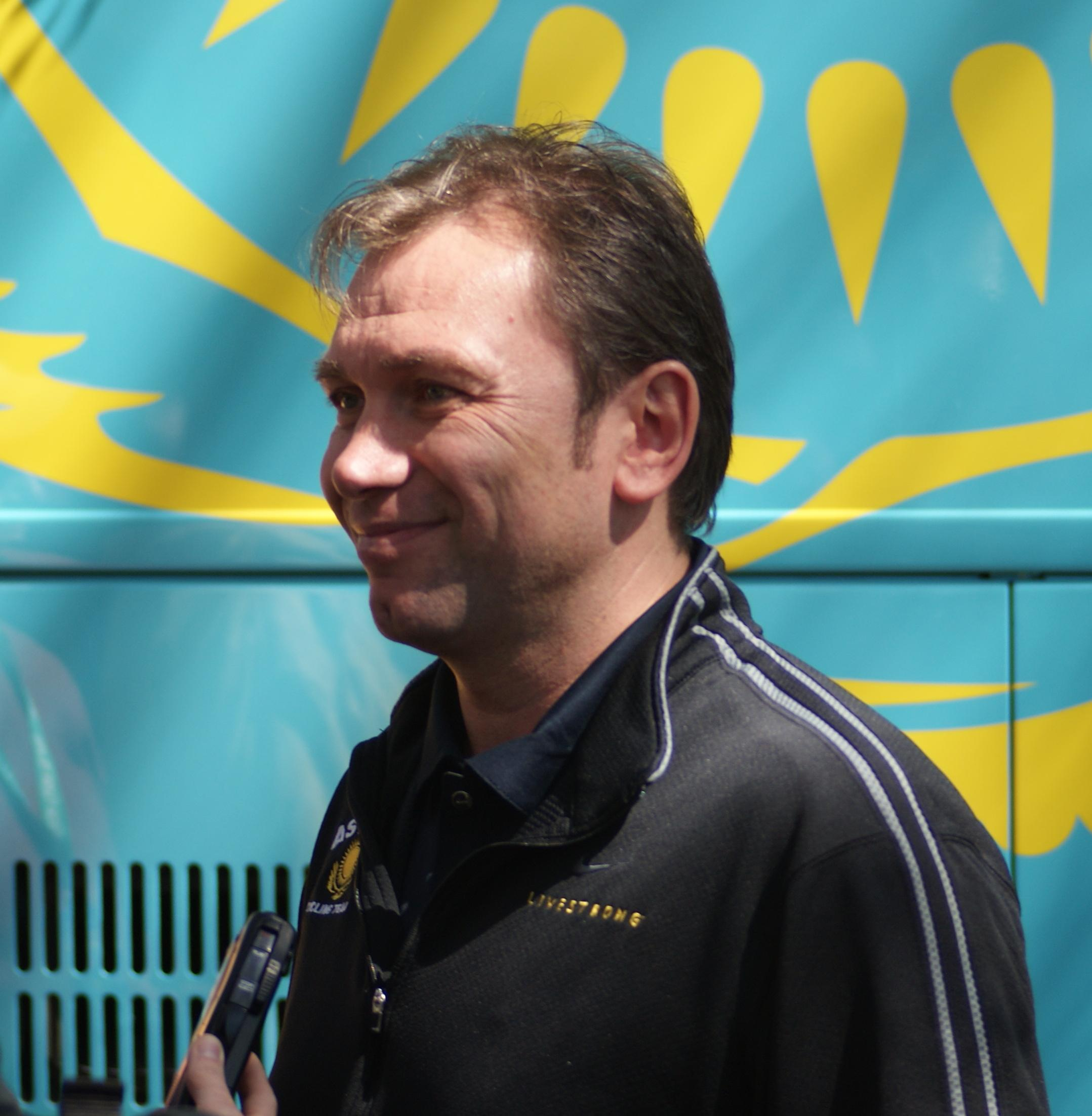
Johan Bruyneel, manager de l'équipe Astana en 2008 et 2009

Johan Bruyneel prend la tête de l'équipe, via la société Olympus sarl, domiciliée à Pétange au Luxembourg. Il arrive avec une partie des coureurs et de l'encadrement de l'ancienne équipe Discovery Channel, dont les directeurs sportifs Viatcheslav Ekimov et Sean Yates. Le Kazakh Shefer est le seul des directeurs sportifs de 2007 à être encore présent en 2008. Son compatriote Andrei Teteriouk et Alain Gallopin sont recrutés. Teteriouk ne reste qu'une saison. Il est remplacé en 2009 par Dirk Demol, directeur sportif des équipes US Postal et Discovery Channel dirigées par Bruyneel de 2000 à 2007.
Le contrat liant Bruyneel à l'équipe Astana court jusqu'à la fin de l'année 2010. Il quitte cependant l'équipe dès la fin de saison 2009. Il relate après son départ des relations difficiles avec les dirigeants kazakhs, qui émettaient des critiques et des souhaits jugés non pertinents par Bruyneel et son équipe, et effectuaient les versements en retard. Le retour de Vinokourov après deux ans de suspension pour dopage constitue l'évènement décisif de son départ. Bruyneel avait fait de l'absence de Vinokourov et de Kasheshkin une condition de son arrivée au sein d'Astana,. Il prend en 2010 la tête de la nouvelle équipe RadioShack, accompagné de douze coureurs de l'équipe et des directeurs sportifs Gallopin, Demol et Ekimov. Yates part également pour rejoindre Team Sky.
Le Français Yvon Sanquer est nommé à la tête de l'équipe Astana pour 2010. À l'exception de Shefer, la totalité de l'encadrement est renouvelé : Giuseppe Martinelli, Guido Bontempi et Dimitri Sedun sont engagés aux fonctions de directeurs sportifs. Yvon Sanquer n'y reste qu'une saison, étant licencié en fin d'année 2010. Il estime « avoir été mis progressivement à l'écart de la gestion de l'équipe » en cours d'année. Il est remplacé par Giuseppe Martinelli.
À la fin de l'année 2012, Alexandre Vinokourov, fondateur et coureur de l'équipe, met fin à sa carrière de cycliste et devient manager général d'Astana.
En 2019, Yana Seel, une administratrice kazakhe installée en Belgique depuis ses 16 ans, devient la directrice générale de la société luxembourgeoise Abacanto SA qui dirige l'équipe. En 2021, l'arrivée de la société canadienne Premier Tech comme sponsor voit également l'arrivée d'une nouvelle équipe dirigeante, toujours sous la direction de Yana Seel. La saison est marquée par des conflits internes qui voient les départs des directeurs sportifs Alexandr Shefer et Dimitri Sedun et la mise à l'écart d'Alexandre Vinokourov à trois jours du départ du Tour de France 2021. Après le Tour de France, Premier Tech annonce qu'elle va se retirer du parrainage de l'équipe à la fin de la saison, en raison d'un désaccord avec les Kazakhs sur le cas d'Alexandre Vinokourov. Après le retrait de Premier Tech, Vinokourov redevient le manager de l'équipe en 2022.

## L'équipe et le dopage

### 2007: une multitude de contrôle positif dès sa première année d'existence
En avril 2007, Matthias Kessler fait l'objet d'un contrôle antidopage positif à la testostérone, la veille de la Flèche wallonne dont il prend la quatrième place. L'annonce de ce résultat à la fin du mois de juin conduit l'équipe Astana à le suspendre provisoirement puis à le licencier après que la contre-expertise a confirmé le premier résultat. En janvier 2008, le Comité olympique suisse prononce à son encontre une suspension de deux ans à compter du 27 juillet 2007. Plus tard en juillet, Eddy Mazzoleni quitte l'équipe après des allégations d'usage de dopage. Mazzoleni, qui avait terminé troisième du Tour d'Italie 2007, est ensuite suspendu pour deux ans pour son implication présumée dans le dossier antidopage Oil for Drugs.
À la veille du départ du Tour de France 2007, Alexander Vinokourov confirme qu'il consulte depuis peu le sulfureux docteur Ferrari. Le 24 juillet 2007, le quotidien sportif français L'Équipe révèle qu'Alexandre Vinokourov a été contrôlé positif aux transfusions homologues le samedi 21 juillet à l'issue d'un contre-la-montre individuel du Tour de France 2007 qu'il a remporté à Albi. À la suite de cette information, l'équipe Astana, sous la pression des organisateurs, décide de quitter le Tour et de suspendre Vinokourov. Celui-ci nie cependant s'être dopé et demande une contre-expertise, qui s'avérera elle aussi positive. Le 30 juillet, Astana annonce le licenciement de son coureur. Le 6 décembre 2007, la fédération kazakhe suspend Vinokourov pour un an à compter du contrôle, soit jusqu'au 24 juillet 2008. Il n'aurait été suspendu qu'une seule année afin de pouvoir participer aux Jeux olympiques de Pékin (le Code mondial antidopage prévoit une suspension de deux ans sauf en cas de collaboration avec les autorités antidopage). Cependant, Vinokourov décide d'arrêter la compétition, mais déclare qu'il va continuer à se battre pour son honneur.
Le 8 août 2007, l'équipe Astana annonce que Andrey Kashechkin a subi un contrôle sanguin positif le 1er août en Turquie, aux transfusions sanguines homologues, le même procédé que son ex-équipier Alexandre Vinokourov. Il est de ce fait immédiatement suspendu jusqu'à l'analyse de l'échantillon B. Celui-ci étant positif, il est limogé par son équipe. Par la suite, il conteste sans succès la légitimité de l'Union cycliste internationale à effectuer des contrôles inopinés en invoquant la Convention européenne des droits de l'homme.
À la suite des problèmes de dopage de 2007, les sponsors d'Astana ont remplacé Biver par Johan Bruyneel, l'ancien directeur sportif de la défunte équipe Discovery Channel. Bruyneel a présenté un système antidopage interne développé par le Dr Rasmus Damsgaard, responsable de l'information pour Anti Doping Danmark (ADD). Le système antidopage a été initialement utilisé par l'équipe CSC à partir de 2007.

### 2008-2009: période de doutes
Le 13 février 2008, les organisateurs du Tour d'Italie et du Tour de France ont annoncé qu'Astana serait exclue de leurs courses en 2008, en raison des liens de l'équipe avec l'affaire Puerto et de sa participation aux scandales de dopage du Tour 2007. Cela signifie que Contador ne peut défendre son titre du Tour, parce que son contrat n'avait pas de « clause de sauvegarde » qui couvrait la situation actuelle d'Astana. Cependant, une semaine avant le Tour d'Italie 2008, les organisateurs décident d'inviter l'équipe à la course, une course qu'Alberto Contador remportera sans préparation ciblée devant le sulfureux Riccardo Ricco.
En juillet 2008, Vladimir Gusev est licencié par sa formation à la suite d'un contrôle interne présentant des paramètres sanguins anormaux. Bruyneel a déclaré que « bien que les résultats n'indiquent pas l'utilisation de substances interdites, l'équipe a donc appliqué les conditions contractuelles fondées sur ces anomalies physiologiques et biologiques » et a limogé Gusev « avec effet immédiat ». Le 17 juin 2009, près d'un an plus tard, le Tribunal arbitral du sport juge que la société de Bruyneel, Olympus SARL, qui détient les contrats du coureur, a violé le droit du travail suisse, en renvoyant Gusev pour suspicion de dopage, sans mise en œuvre préalable de la procédure spéciale prévue aux termes du contrat. La société est condamnée à payer à Gusev les arriérés de salaire, les dommages et intérêts et les frais de justice,.
En juin 2009, Assan Bazayev est suspendu par son équipe pendant quinze jours après avoir omis de compléter ses informations de localisation destinées à l'UCI pour la deuxième fois. En conséquence, il n'est pas au départ du Tour de Suisse 2009. En octobre 2009, l'équipe Astana est au centre d'une enquête préliminaire après la saisie d'une quantité importante de matériel médical en juillet, lors du Tour de France 2009 remporté par son coureur Alberto Contador,. Les gendarmes de l'Office central de lutte contre les atteintes à l'environnement et à la santé publique, qui ont suivi de près l'équipe Astana pendant le Tour 2009, confirment que la formation de Lance Armstrong (troisième de l'épreuve) et d'Alberto Contador a bénéficié de délais importants avant de se soumettre à des contrôles censés être inopinés.

### 2010-2012: l'affaire Contador
Le 30 septembre 2010, Alberto Contador est suspendu à titre provisoire par l'Union cycliste internationale (UCI), en raison d'un résultat d’analyse anormal dans un échantillon d’urine prélevé lors de la deuxième journée de repos du Tour de France 2010, le 21 juillet à Pau. Cette analyse (effectuée au laboratoire antidopage de Cologne) a révélé la présence de clenbuterol. La faible concentration de ce produit (50 picogrammes par millilitre, soit 400 fois moins que la concentration que les laboratoires antidopage accrédités par l'Agence mondiale antidopage (AMA) doivent pouvoir détecter) conduit l'UCI à mener des investigations scientifiques complémentaires, en collaboration avec l'AMA,. Après avoir été plusieurs fois reportée,,,,, l'audience d'Alberto Contador devant le TAS a lieu entre le 21 et 24 novembre. L'UCI et l'AMA défendent devant le TAS la thèse de l'auto-transfusion sanguine, opposée à la contamination alimentaire défendue par Contador.
Après une procédure légale de deux ans, Contador perd le bénéfice de ses victoires au Tour de France 2010 et au Tour d'Italie 2011. Le Tribunal arbitral du sport retient l'hypothèse des suppléments nutritifs contaminés et considère comme « hautement improbables » celles de la viande contaminée et de la transfusion sanguine.

### Le cas Kreuziger
En juin 2014, l'Union cycliste internationale (UCI) annonce l'ouverture d'une procédure disciplinaire à l'encontre de Roman Kreuziger, en raison d'anomalies dans son passeport biologique en 2011 et 2012, années où il était membre de la formation Astana. L'UCI a demandé à Kreuziger en mai 2013 de justifier ces données. Les analyses d'experts sollicitées par le coureur, selon lesquelles les variations des données sanguines ne sont pas dues à l'usage de produits dopants, n'ont pas convaincu le panel d'expert de la Fondation antidopage dans le cyclisme (CADF). L'UCI décide de le suspendre provisoirement au début du mois d'août. Kreuziger fait appel de la décision de le suspendre provisoirement, mais celle-ci est confirmée par le Tribunal arbitral du sport (TAS). En septembre 2014, il est acquitté par la Commission d'arbitrage du Comité Olympique tchèque (COC) qui considère que les valeurs du passeport biologique (de Kreuziger) n'ont pas dépassé les valeurs basales. L'UCI envisage de faire appel devant le Tribunal arbitral du sport (TAS). Fin 2014, La Gazzetta dello Sport révèle qu'il fait partie des clients du controversé médecin italien Michele Ferrari. Le 5 juin 2015, il est annoncé que l'UCI et l'AMA laissent tomber les procédures judiciaires,.

### Depuis 2012: de nombreux cas de dopage
En 2012, de nombreux anciens coureurs et personnel d'Astana, dont Lance Armstrong, Johan Bruyneel, Levi Leipheimer, le Dr Pedro Celaya et le Dr Luis del Moral sont fortement impliqués dans le scandale de dopage de masse qui a entouré l'équipe US Postal dans les années 2000.
Le 27 août 2014, Ilya Davidenok est contrôlé positif aux stéroïdes anabolisants lors du Tour de l'Avenir. Il est provisoirement suspendu par l'UCI. Davidenok, membre de l'équipe Astana Continental, est passé stagiaire au sein de la formation Astana. Il est retiré de l'équipe, puis suspendu par la suite pour deux ans jusqu'au 15 octobre 2016, et ses résultats sont annulés à partir du Tour du lac Qinghai. Une révision de la licence de l'équipe est annoncée par l'UCI après les tests multiples test positifs de Davidenok et des frères Iglinskiy.
Le 10 septembre 2014, l'Union cycliste internationale annonce le contrôle positif à l'EPO de Valentin Iglinskiy lors de l'Eneco Tour. Le coureur reconnaît immédiatement sa faute et est licencié par son équipe,. Il est suspendu par la Fédération kazakhe de cyclisme pour une durée de quatre ans, soit jusqu'au 11 août 2018. Trois semaines plus tard, le frère de Valentin, Maxim Iglinskiy est provisoirement suspendu par l'UCI pour les mêmes raisons que son frère. Il est annoncé plus tard qu'Astana s'auto-suspend du Tour de Pékin selon les règles du Mouvement pour un cyclisme crédible, qui stipulent qu'une équipe avec deux contrôles positifs dans une courte période de temps ne doit pas participer à la prochaine course World Tour.
Le 27 février 2015, l'instance dirigeante du cyclisme, l'UCI, demande le retrait de la licence WorldTour de l'équipe à la suite d'une vérification de ses contrôles antidopage par l'Institut des Sciences du Sport de Lausanne. L'UCI a déclaré que la vérification a révélé une grande différence entre les politiques d'équipe présentées à la Commission des licences et la réalité. Le 23 avril 2015, l'UCI a finalement annoncé qu'Astana conserverait sa licence mais serait soumise à un examen plus approfondi.
En avril 2018, Lieuwe Westra alors retraité des pelotons, avoue dans son livre « Het Beest, het wielerleven van Lieuwe Westra », qu'il a utilisé des cortisones plusieurs fois dans sa carrière, notamment à l'époque où il courait chez Astana. L'équipe Astana réagit par le biais d'un communiqué : « Nous sommes choqués et nous voulons qu'il soit clair que chez Astana, les produits dopants ne seront jamais fournis aux coureurs. Si l'utilisation de tels produits s'est réellement déroulée, nous nous réservons le droit de lui demander une compensation financière, cet acte étant strictement puni par le règlement interne de l'équipe signé par chaque coureur.» ».
Le 15 mai 2019, Borut Božič, l'un des directeurs sportifs de l'équipe Bahrain-Merida, est suspendu à titre provisoire dans le cadre de l'opération Aderlass, une enquête policière en Autriche. Il est suspecté d'avoir utilisé des méthodes interdites en 2012 et 2013, alors qu'il courrait à l'époque chez Astana,. Le 9 octobre 2019, il est suspendu deux ans jusqu'au 14 mai 2021 « pour des violations du règlement antidopage commises en 2011 et 2012 ».
En février 2020, il est révélé que Jakob Fuglsang collabore avec le controversé médecin italien Michele Ferrari, qui a été banni à vie du monde sportif. Son coéquipier, le Kazakh Alexey Lutsenko était également présent durant au moins un rendez-vous entre les deux. L'équipe Astana a déclaré dans un communiqué qu'elle était prête à collaborer avec les instances dirigeantes. Elle rappelle que si la Fondation antidopage du cyclisme avait des preuves d'actes répréhensibles, une procédure disciplinaire aurait été immédiatement engagée, ce qui n'est pas le cas. De son côté, Fuglsang conteste avoir rencontré le Docteur Ferrari et se déclare « extrêmement préoccupé par le fait que de telles rumeurs puissent se répandre dans la presse ».Le 5 février, la Fondation Antidopage du Cyclisme confirme qu'elle n'a pas ouverte de procédure disciplinaire à leur encontre et regrette la divulgation publique de ces allégations.
Le 22 juillet 2022, Miguel Ángel López est suspendu provisoirement par l'équipe Astana pour ses liens supposés avec le docteur Marcos Maynar. Celui-ci est suspecté d'être à la tête d'un trafic de produits dopants découvert par des enquêteurs espagnols. Sa suspension est levée neuf jours plus tard. Cependant, le 12 décembre, il est licencié par l'équipe en raison de nouveaux éléments mettant sérieusement en cause leur coureur,.
Le 10 août 2022, Michele Gazzoli est suspendu un an pour violation non délibérée de règles antidopage à la suite d'un contrôle positif en compétition, au Tour d'Algarve. Il est licencié par Astana.

## Principaux coureurs depuis les débuts
Ce tableau présente les résultats obtenus au sein de l'équipe par une sélection de coureurs qui se sont distingués soit par le rôle de leader ou de capitaine de route qui leur a été attribué pendant tout ou partie de leur passage dans l'équipe, leur longévité au sein de celle-ci, soit en remportant une course majeure pour l'équipe, soit encore par leur place dans l'histoire du cyclisme en général. La majorité des coureurs cités se distinguent par plusieurs de ces caractéristiques.
| Nom                  | Naissance | Nationalité      | Arrivée   | Départ    | Résultats |
| Eddy Mazzoleni       | 1973      | Italie           | 2007      | 2007      | 3e du Tour d'Italie (2007) |
| Paolo Savoldelli     | 1973      | Italie           | 2007      | 2007      | 1 étape du Tour d'Italie (2007) 1 étape du Tour de Romandie (2007) 2e du Tour de Romandie (2007) |
| Antonio Colom        | 1978      | Espagne          | 2007      | 2008      | 1 étape du Critérium du Dauphiné libéré (2007) |
| Andreas Klöden       | 1975      | Allemagne        | 2007      | 2009      | Tirreno-Adriatico (2007) Tour de Romandie (2008) 1 étape du Tour de Romandie (2008) 1 étape de Tirreno-Adriatico (2009) 2e du Tour de Suisse (2009) 3e de Tirreno-Adriatico (2009) |
| Levi Leipheimer      | 1973      | États-Unis       | 2008      | 2009      | 2 étapes du Tour d'Espagne (2x 2008) 1 étape du Critérium du Dauphiné libéré (2008) 3e du Tour d'Espagne (2008) 3e du Critérium du Dauphiné libéré (2008) |
| Haimar Zubeldia      | 1977      | Espagne          | 2009      | 2009      | 3e du Tour de Catalogne (2009) |
| Daniel Navarro       | 1983      | Espagne          | 2007      | 2010      | 1 étape du Critérium du Dauphiné (2010) |
| Alberto Contador     | 1982      | Espagne          | 2006 2008 | 2006 2010 | Tour d'Italie (2008) Tour d'Espagne (2008) Tour de France (2009) Paris-Nice (2010) Tour du Pays basque (2008, 2009) 4 étapes du Tour du Pays basque (2x 2008, 2x 2009) 3 étapes de Paris-Nice (2x 2009, 2010) 2 étapes du Tour d'Espagne (2x 2008) 2 étapes du Tour de France (2x 2009) 2 étapes du Critérium du Dauphiné (2x 2010) 2e du Critérium du Dauphiné (2010) 3e du Critérium du Dauphiné (2009) 3e de la Flèche wallonne (2010)                   |
| Rémy Di Grégorio     | 1985      | France           | 2011      | 2011      | 1 étape de Paris-Nice (2011) |
| Alexandre Vinokourov | 1973      | Kazakhstan       | 2006      | 2012      | Liège-Bastogne-Liège (2010) 2 étapes du Critérium du Dauphiné libéré (2x 2007) 3 étapes du Tour de France (2x 2007, 2010) 1 étape du Tour du Pays basque (2011) 1 étape du Tour de Romandie (2011) 2e de la Classique de Saint-Sébastien (2010) 3e de Tirreno-Adriatico (2007) 3e du Tour de Romandie (2011) 3e du Critérium du Dauphiné (2011) |
| Roman Kreuziger      | 1986      | Tchéquie         | 2011      | 2012      | Meilleur jeune Tour d'Italie (2011) 1 étape du Tour d'Italie (2012) 3e de Tirreno-Adriatico (2012) |
| Simone Ponzi         | 1987      | Italie           | 2012      | 2013      | 2e du GP de Montréal (2013) |
| Andrey Kashechkin    | 1980      | Kazakhstan       | 2007 2011 | 2007 2013 | 3e du Tour de Romandie (2007) 3e du Critérium du Dauphiné libéré (2007) |
| Maxim Iglinskiy      | 1981      | Kazakhstan       | 2007      | 2014      | 1 étape du Critérium du Dauphiné (2007) 1 étape du Tour de Romandie (2008) Liège-Bastogne-Liège (2012) |
| Janez Brajkovič      | 1983      | Slovénie         | 2008 2012 | 2009 2014 | 1 étape du Tour de Catalogne (2012) 2e du Tour de Lombardie (2008) |
| Enrico Gasparotto    | 1982      | Suisse           | 2010      | 2014      | Amstel Gold Race (2012) 1 étape de Tirreno-Adriatico (2010) 3e de l'Amstel Gold Race (2010) 3e de Liège-Bastogne-Liège (2012) |
| Fredrik Kessiakoff   | 1980      | Suède            | 2011      | 2014      | 1 étape du Tour de Suisse (2012) 1 étape du Tour d'Espagne (2012) |
| Francesco Gavazzi    | 1984      | Italie           | 2012      | 2014      | 1 étape du Tour de Pékin (2012) |
| Borut Bozic          | 1980      | Slovénie         | 2012      | 2015      | 2e de Gand-Wevelgem (2013) |
| Mikel Landa          | 1989      | Espagne          | 2014      | 2015      | 2 étapes du Tour d'Italie (2015) 1 étape du Tour d'Espagne (2015) 1 étape du Tour du Pays basque (2015) 3e du Tour d'Italie (2015) |
| Andrea Guardini      | 1989      | Italie           | 2013      | 2016      | 1 étape du Renewi Tour (2014) |
| Lieuwe Westra        | 1982      | Pays-Bas         | 2014      | 2016      | 1 étape du Tour de Catalogne (2014) 1 étape du Critérium du Dauphiné (2014) |
| Diego Rosa           | 1989      | Italie           | 2015      | 2016      | 1 étape du Tour du Pays basque (2016) 2e du Tour de Lombardie (2016) |
| Paolo Tiralongo      | 1977      | Italie           | 2010      | 2017      | 3 étapes du Tour d'Italie (2015, 2012, 2011) |
| Fabio Aru            | 1990      | Italie           | 2013      | 2017      | Meilleur jeune Tour d'Italie (2015) Tour d'Espagne (2015) 2 étapes du Tour d'Espagne (2014) 3 étapes du Tour d'Italie (2 x 2015, 2014) 1 étape du Critérium du Dauphiné (2016) 1 étape du Tour de France (2017) 2e du Tour d'Italie (2015) 3e du Tour d'Italie (2014) |
| Andriy Grivko        | 1983      | Ukraine          | 2010      | 2018      | 3e du Tour du Renewi Tour (2013) |
| Tanel Kangert        | 1987      | Estonie          | 2011      | 2018      | 1 étape du Tour de Suisse (2012) |
| Michael Valgren      | 1992      | Danemark         | 2017      | 2018      | Circuit Het Nieuwsblad (2018) Amstel Gold Race (2018) 2e de la Bretagne Classic (2018) |
| Sergey Chernetskiy   | 1990      | Russie           | 2017      | 2018      | 3e du Tour du Guangxi (2018) |
| Dario Cataldo        | 1985      | Italie           | 2015      | 2019      | 1 étape du Tour d'Italie (2019) |
| Pello Bilbao         | 1990      | Espagne          | 2017      | 2019      | 1 étape du Critérium du Dauphiné (2018) 2 étapes du Tour d'Italie (2019) |
| Magnus Cort Nielsen  | 1993      | Danemark         | 2018      | 2019      | 1 étape du Tour de France (2018) 1 étape du Benelux Tour (2018) 1 étape de Paris-Nice (2019) |
| Jakob Fuglsang       | 1985      | Danemark         | 2013      | 2021      | Liège-Bastogne-Liège (2019) Critérium du Dauphiné (2017 et 2019) Tour de Lombardie (2020) 2 étapes du Critérium du Dauphiné (2017) 1 étape du Tour de Romandie (2018) 1 étape de Tirreno-Adriatico (2019) 1 étape du Tour d'Espagne (2019) 2e du Tour de Suisse (2018) 2e des Strade Bianche (2019) 2e de la Flèche Wallonne (2019) 2e du Tour de Pologne (2020) 3e de Tirreno-Adriatico (2019) 3e de l'Amstel Gold Race (2019) 3e du Tour de Suisse (2021) |
| Luis León Sánchez    | 1983      | Espagne          | 2015      | 2021      | 1 étape du Tour du Pays basque (2016) 1 étape du Tour de Suisse (2019) |
| Omar Fraile          | 1990      | Espagne          | 2018      | 2021      | 1 étape du Tour du Pays basque (2018) 1 étape du Tour de Romandie (2018) 1 étape du Tour de France (2018) |
| Ion Izagirre         | 1989      | Espagne          | 2019      | 2021      | Tour du Pays basque (2019) 1 étape de Paris-Nice (2019) 1 étape du Tour d'Espagne (2020) 1 étape du Tour du Pays Basque (2021) 3e de Paris-Nice (2021) |
| Alex Aranburu        | 1995      | Espagne          | 2020      | 2021      | 1 étape du Tour du Pays-Basque (2021) |
| Aleksandr Vlasov     | 1996      | Russie           | 2020      | 2021      | 2e de Paris-Nice (2021) 3e du Tour de Lombardie (2020) |
| Vincenzo Nibali      | 1984      | Italie           | 2013 2022 | 2016 2022 | Tour d'Italie (2013, 2016) Tirreno-Adriatico (2013) Tour de France (2014) Tour de Lombardie (2015) 5 étapes du Tour de France (4x 2014, 2015) 4 étapes du Tour d'Italie (3x 2013, 2016) 2e du Tour d'Espagne (2013) |
| Miguel Ángel López   | 1994      | Colombie         | 2015 2022 | 2020 2022 | Meilleur jeune Tour d'Italie (2018, 2019) Tour de Suisse (2016) Tour de Catalogne (2019) 2 étapes du Tour d'Espagne (2017) 1 étape du Tour de Catalogne (2019) 1 étape du Tour de France (2020) 3e du Tour d'Italie (2018) 3e du Tour d'Espagne (2018) |
| Alexey Lutsenko      | 1992      | Kazakhstan       | 2013      | 2024      | 1 étape du Tour de Suisse (2015) 1 étape de Paris-Nice (2016) 1 étape du Tour d'Espagne (2017) 1 étape du Tour de Turquie (2018) 1 étape de Tirreno-Adriatico (2019) 1 étape du Tour de France (2020) 1 étape du Critérium du Dauphiné (2021) 2e du Critérium du Dauphiné (2021) 3e d'À travers les Flandres (2017) 3e du Tour des Émirats arabes unis (2020)                                                                                               |
| Mark Cavendish       | 1985      | Royaume-Uni      | 2023      | 2024      | 1 étape du Tour d'Italie (2023) 1 étape du Tour de France (2024) |
| Lorenzo Fortunato    | 1996      | Italie           | 2024      |           | 1 étape du Tour de Romandie (2025) |
| Aaron Gate           | 1990      | Nouvelle-Zélande | 2025      |           | 2e de la Cadel Evans Great Ocean Road Race (2025) |

## Principales victoires

### Compétitions internationales
- Championnats d'Asie
  - Course en ligne : 2023 (Gleb Brussenskiy)
  - Contre-la-montre : 2023 (Yevgeniy Fedorov)
  - Course en ligne espoirs : 2022 (Gleb Brussenskiy)

- Jeux asiatiques
  - Course en ligne : 2018 (Alexey Lutsenko)

- Jeux européens
  - Course en ligne : 2015 (Luis León Sánchez)

### Classiques

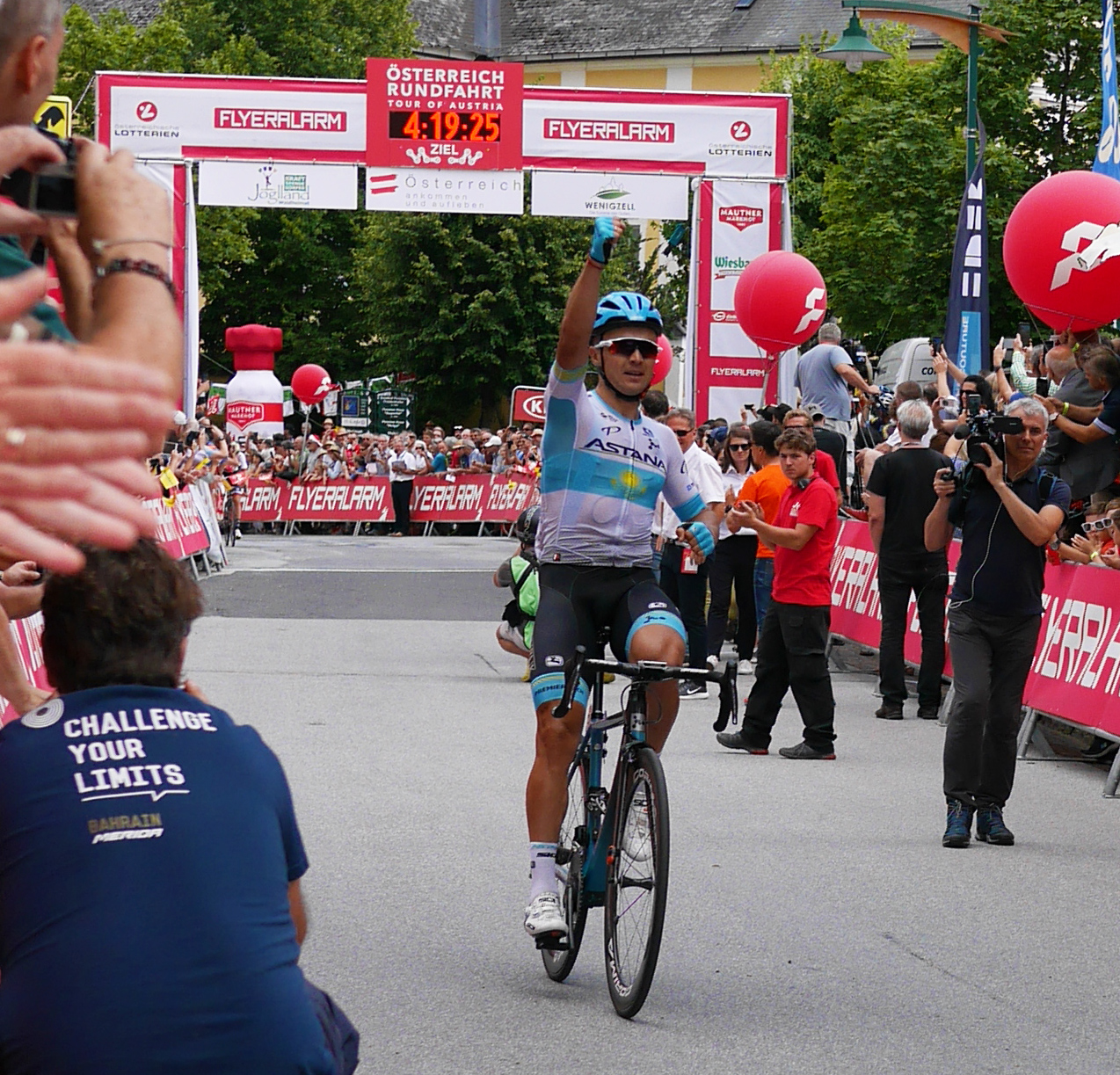
Alexey Lutsenko, célébrant la victoire sur la sixième étape du Tour d'Autriche 2018.

Ci-dessous la liste des victoires obtenues sur les classiques de niveau World Tour ou équivalent (en gras les classiques « Monuments ») :
- Liège-Bastogne-Liège : 2010 (Alexandre Vinokourov), 2012 (Maxim Iglinskiy) et 2019 (Jakob Fuglsang)
- Amstel Gold Race : 2012 (Enrico Gasparotto) et 2018 (Michael Valgren)
- Tour de Lombardie : 2015 (Vincenzo Nibali) et 2020 (Jakob Fuglsang)
- Circuit Het Nieuwsblad : 2018 (Michael Valgren)

#### Autres courses d'un jour
Ci-dessous la liste des victoires obtenues sur les autres courses d'un jour :
- Trofeo Soller : 2007 (Antonio Colom)
- Tour du Groene Hart : 2008 (Tomas Vaitkus)
- Clásica a los Puertos de Guadarrama : 2008 (Levi Leipheimer)
- Chrono des Nations : 2009 (Alexander Vinokourov)
- Monte Paschi Strade Bianche : 2010 (Maxim Iglinskiy)
- Tour de Murcie[102] : 2015 (Rein Taaramäe), 2018 et 2019 (Luis León Sánchez)
- Coppa Bernocchi : 2015 (Vincenzo Nibali)
- Trois vallées varésines : 2015 (Vincenzo Nibali)
- Milan-Turin : 2015 (Diego Rosa) et 2016 (Miguel Ángel López)
- Coppa Sabatini : 2019 (Alexey Lutsenko)
- Memorial Marco Pantani : 2019, 2023 (Alexey Lutsenko) et 2020 (Fabio Felline)
- Gran Trittico Lombardo : 2020 (Gorka Izagirre)
- Mont Ventoux Dénivelé Challenges : 2020 (Aleksandr Vlasov)
- Tour d'Émilie : 2020 (Aleksandr Vlasov)
- Prueba Villafranca de Ordizia : 2021 (Luis León Sánchez)
- Coppa Agostoni : 2021 (Alexey Lutsenko)
- Veneto Classic : 2021 (Samuele Battistella)
- Clásica Jaén : 2022 (Alexey Lutsenko)
- Circuit de Getxo : 2023 (Alexey Lutsenko)
- Tour des Abruzzes : 2024 (Alexey Lutsenko)

### Courses par étapes
Ci-dessous la liste des victoires obtenues sur les courses par étapes (en gras les courses de niveau World Tour ou équivalent) :
- Tirreno-Adriatico : 2007 (Andreas Klöden) et 2013 (Vincenzo Nibali)
- Circuit de la Sarthe : 2007 (Andreas Klöden)
- Tour de Luxembourg : 2007 (Grégory Rast)
- Tour du Pays basque : 2008, 2009 (Alberto Contador) et 2019 (Ion Izagirre)
- Tour de Romandie : 2008 (Andreas Klöden)
- Tour de Californie : 2008, 2009 (Levi Leipheimer)
- Tour de Castille-et-León : 2008, 2009 (Alberto Contador)
- Tour de Wallonie : 2008 (Serguei Ivanov)
- Paris-Nice : 2010 (Alberto Contador)
- Tour de l'Algarve : 2010 (Alberto Contador)
- Tour du Trentin : 2010 (Alexander Vinokourov) et 2013 (Vincenzo Nibali)
- Tour de Hainan : 2010, 2011 (Valentin Iglinskiy), 2012 (Dmitriy Gruzdev) et 2016 (Alexey Lutsenko)
- Tour d'Autriche : 2011 (Fredrik Kessiakoff)
- Tour de Turquie : 2012 (Aleksandr Dyachenko) et 2023 (Alexey Lutsenko)
- Tour de Slovénie : 2012 (Janez Brajkovič)
- Tour d'Almaty[103] : 2014, 2015, 2016 (Alexey Lutsenko), 2018 (Davide Villella) et 2019 (Yuriy Natarov)
- Tour de Burgos : 2015 (Rein Taaramäe)
- Arctic Race of Norway : 2015 (Rein Taaramäe), 2018 (Sergey Chernetskiy) et 2019 (Alexey Lutsenko)
- Tour de Suisse : 2016 (Miguel Ángel López)
- La Méditerranéenne : 2016 (Andriy Grivko)
- Tour d'Oman : 2016 (Vincenzo Nibali), 2018 et 2019 (Alexey Lutsenko)
- Trois Jours de La Panne : 2016 (Lieuwe Westra)
- Tour d'Abou Dabi : 2016 (Tanel Kangert)
- Critérium du Dauphiné : 2017 et 2019 (Jakob Fuglsang)
- Tour de la Communauté valencienne : 2018 (Ion Izagirre)
- Tour de Catalogne : 2019 (Miguel Ángel López)
- Tour Colombia : 2019 (Miguel Ángel López)
- Tour de La Provence : 2019 (Gorka Izagirre)
- Tour d'Andalousie : 2019 et 2020 (Jakob Fuglsang)
- Tour du Rwanda : 2019 (Merhawi Kudus)
- Tour de Sicile : 2023 (Alexey Lutsenko)
- Tour de Kyushu : 2023 (Andrey Zeits)

### Championnats nationaux
- Championnats du Canada sur route : 1
  - Contre-la-montre : 2021 (Hugo Houle)
- Championnats d'Érythrée sur route : 1
  - Contre-la-montre : 2021 (Merhawi Kudus)
- Championnats d'Espagne sur route : 4
  - Course en ligne : 2020 (Luis León Sánchez) et 2021 (Omar Fraile)
  - Contre-la-montre : 2009 (Alberto Contador) et 2021 (Ion Izagirre)
- Championnats d'Estonie sur route : 3
  - Course en ligne : 2012 (Tanel Kangert)
  - Contre-la-montre : 2013 et 2018 (Tanel Kangert)
- Championnats d'Italie sur route : 5
  - Course en ligne : 2014, 2015 (Vincenzo Nibali), 2017 (Fabio Aru) et 2023 (Simone Velasco)
  - Contre-la-montre : 2021 (Matteo Sobrero)
- Championnats du Kazakhstan sur route : 25
  - Course en ligne : 2006 (Andrey Kashechkin), 2007 (Maxim Iglinskiy), 2008, 2012 (Assan Bazayev), 2010 (Maxim Gourov), 2011 (Andrey Mizourov), 2013 (Aleksandr Dyachenko), 2016 (Arman Kamyshev), 2017 (Artyom Zakharov), 2018, 2019, 2023 (Alexey Lutsenko), 2021 (Yevgeniy Fedorov), 2022 (Yevgeniy Gidich) et 2024 (Dmitriy Gruzdev)
  - Contre-la-montre : 2008 (Andrey Mizourov), 2012 et 2016 (Dmitriy Gruzdev), 2014 et 2018 (Daniil Fominykh), 2015, 2019 et 2023 (Alexey Lutsenko) 2017 (Zhandos Bizhigitov), 2022 (Yuriy Natarov) et 2024 (Dmitriy Gruzdev)
- Championnats de Lettonie sur route : 2
  - Course en ligne : 2016 (Gatis Smukulis)
  - Contre-la-montre : 2016 (Gatis Smukulis)
- Championnats de Lituanie sur route : 1
  - Course en ligne : 2008 (Tomas Vaitkus)
- Championnats du Luxembourg sur route : 1
  - Course en ligne : 2007 (Benoît Joachim)
- Championnats du Portugal sur route : 1
  - Contre-la-montre : 2008 (Sérgio Paulinho)
- Championnats de Russie sur route : 3
  - Course en ligne : 2008 (Sergueï Ivanov)
  - Contre-la-montre : 2008 (Vladimir Gusev) et 2021 (Aleksandr Vlasov)
- Championnats de Slovénie sur route : 3
  - Course en ligne : 2010 (Gorazd Štangelj) et 2012 (Borut Božič)
  - Contre-la-montre : 2009 (Janez Brajkovič)
- Championnats d'Ukraine sur route : 3
  - Course en ligne : 2012 (Andriy Grivko)
  - Contre-la-montre : 2012 et 2018 (Andriy Grivko)

## Classements UCI
L'équipe Astana a été créée en 2007 et a immédiatement intégré le ProTour, remplacé par le Calendrier mondial UCI en 2009. Le tableau ci-dessous présente les classements de l'équipe sur ces circuits, ainsi que son meilleur coureur au classement individuel.
| Saison | Classement par équipes | Meilleur coureur au classement individuel |
| ------ | ---------------------- | ----------------------------------------- |
| 2007   | 12e                    | Andreas Klöden (31e)                      |
| 2008   | 2e                     | Andreas Klöden (3e)                       |
| 2009   | 1re                    | Alberto Contador (1er)                    |
| 2010   | 8e                     | Alexandre Vinokourov (11e)                |

En 2011, le Calendrier mondial UCI est remplacé par l'UCI World Tour.
| UCI World Tour | UCI World Tour         | UCI World Tour                            | UCI World Tour |
| Année          | Classement par équipes | Meilleur coureur au classement individuel |                |
| -------------- | ---------------------- | ----------------------------------------- | -------------- |
| 2011           | 14e                    | Alexandre Vinokourov (16e)                |                |
| 2012           | 10e                    | Roman Kreuziger (20e)                     |                |
| 2013           | 5e                     | Vincenzo Nibali (5e)                      |                |
| 2014           | 10e                    | Vincenzo Nibali (5e)                      |                |
| 2015           | 5e                     | Fabio Aru (5e)                            |                |
| 2016           | 10e                    | Vincenzo Nibali (12e)                     |                |
| 2017           | 15e                    | Fabio Aru (26e)                           |                |
| 2018           | 6e                     | Michael Valgren (12e)                     |                |
|                |                        |                                           |                |
| Source : UCI   |                        |                                           |                |

En 2016, le Classement mondial UCI qui prend en compte toutes les épreuves UCI est mis en place parallèlement à l'UCI World Tour et aux circuits continentaux. Il remplace définitivement l'UCI World Tour en 2019.
| Classement mondial | Classement mondial     | Classement mondial                        | Classement mondial |
| Année              | Classement par équipes | Meilleur coureur au classement individuel |                    |
| ------------------ | ---------------------- | ----------------------------------------- | ------------------ |
| 2016               | -                      | Vincenzo Nibali (21e)                     |                    |
| 2017               | -                      | Fabio Aru (32e)                           |                    |
| 2018               | -                      | Miguel Ángel López (14e)                  |                    |
| 2019               | 5e                     | Jakob Fuglsang (3e)                       |                    |
| 2020               | 7e                     | Jakob Fuglsang (5e)                       |                    |
| 2021               | 13e                    | Aleksandr Vlasov (35e)                    |                    |
| 2022               | 21e                    | Miguel Ángel López (61e)                  |                    |
| 2023               | 20e                    | Alexey Lutsenko (46e)                     |                    |
| 2024               | 21e                    | Alberto Bettiol (43e)                     |                    |
|                    |                        |                                           |                    |
| Source : UCI       |                        |                                           |                    |

Les coureurs de l'équipe sont également classés dans les circuits continentaux à partir de 2016.
UCI Africa Tour
| UCI Africa Tour | UCI Africa Tour        | UCI Africa Tour                           | UCI Africa Tour |
| Année           | Classement par équipes | Meilleur coureur au classement individuel |                 |
| --------------- | ---------------------- | ----------------------------------------- | --------------- |
| 2019            | -                      | Merhawi Kudus (4e)                        |                 |
| 2020            | -                      | Merhawi Kudus (14e)                       |                 |
| 2021            | -                      | Merhawi Kudus (4e)                        |                 |
| 2022            | -                      | Stefan de Bod (8e)                        |                 |
| 2024            | -                      | Henok Mulubrhan (2e)                      |                 |
|                 |                        |                                           |                 |
| Source : UCI    |                        |                                           |                 |

UCI America Tour
| UCI America Tour | UCI America Tour       | UCI America Tour                          | UCI America Tour |
| Année            | Classement par équipes | Meilleur coureur au classement individuel |                  |
| ---------------- | ---------------------- | ----------------------------------------- | ---------------- |
| 2016             | -                      | Jakob Fuglsang (3e)                       |                  |
| 2018             | -                      | Miguel Ángel López (430e)                 |                  |
| 2019             | -                      | Miguel Ángel López (5e)                   |                  |
| 2020             | -                      | Miguel Ángel López (3e)                   |                  |
| 2021             | -                      | Hugo Houle (30e)                          |                  |
| 2022             | -                      | Miguel Ángel López (5e)                   |                  |
| 2023             | -                      | Harold Tejada (27e)                       |                  |
| 2024             | -                      | Harold Tejada (26e)                       |                  |
|                  |                        |                                           |                  |
| Source : UCI     |                        |                                           |                  |

UCI Asia Tour
| UCI Asia Tour | UCI Asia Tour          | UCI Asia Tour                             | UCI Asia Tour |
| Année         | Classement par équipes | Meilleur coureur au classement individuel |               |
| ------------- | ---------------------- | ----------------------------------------- | ------------- |
| 2016          | -                      | Vincenzo Nibali (9e)                      |               |
| 2017          | -                      | Alexey Lutsenko (2e)                      |               |
| 2018          | -                      | Alexey Lutsenko (1er)                     |               |
| 2019          | -                      | Alexey Lutsenko (1er)                     |               |
| 2020          | -                      | Alexey Lutsenko (1er)                     |               |
| 2021          | -                      | Alexey Lutsenko (1er)                     |               |
| 2022          | -                      | Alexey Lutsenko (1er)                     |               |
| 2023          | -                      | Alexey Lutsenko (1er)                     |               |
| 2024          | -                      | Alexey Lutsenko (1er)                     |               |
|               |                        |                                           |               |
| Source : UCI  |                        |                                           |               |

UCI Europe Tour
| UCI Europe Tour | UCI Europe Tour        | UCI Europe Tour                           | UCI Europe Tour |
| Année           | Classement par équipes | Meilleur coureur au classement individuel |                 |
| --------------- | ---------------------- | ----------------------------------------- | --------------- |
| 2016            | -                      | Fabio Aru (68e)                           |                 |
| 2017            | -                      | Luis León Sánchez (99e)                   |                 |
| 2018            | -                      | Luis León Sánchez (37e)                   |                 |
| 2019            | -                      | Jakob Fuglsang (3e)                       |                 |
| 2020            | -                      | Jakob Fuglsang (5e)                       |                 |
| 2021            | -                      | Aleksandr Vlasov (31e)                    |                 |
| 2022            | -                      | Vincenzo Nibali (77e)                     |                 |
| 2023            | -                      | Simone Velasco (72e)                      |                 |
| 2024            | -                      | Alberto Bettiol (33e)                     |                 |
|                 |                        |                                           |                 |
| Source : UCI    |                        |                                           |                 |

## Bilan sur les grands tours
L'équipe Astana a remporté sept grands tours. Alberto Contador gagne le Tour d'Italie et le Tour d'Espagne en 2008, ainsi que le Tour de France 2009. Les Tours d'Italie 2013 et 2016, ainsi que le Tour de France 2014 ont été remportés par Vincenzo Nibali. Le Tour d'Espagne 2015 a vu la victoire de Fabio Aru.
| Course              | Meilleur coureur au classement individuel | Classements annexes | Victoires d'étapes                                     | Classement par équipes      |
| Tour d'Italie 2007  | Eddy Mazzoleni (3e)                       | | 1 : Paolo Savoldelli                                   | 4e au temps                 |
| Tour de France 2007 | Abandon                                   | |                                                        |                             |
| Tour d'Italie 2008  | Alberto Contador (1er)                    | |                                                        | 2e au temps 2e aux points   |
| Tour d'Espagne 2008 | Alberto Contador (1er)                    | Combiné : Alberto Contador                                                                                                   | 4 : Alberto Contador (2), Levi Leipheimer (2)          | 4e                          |
| Tour d'Italie 2009  | Levi Leipheimer (6e)                      | |                                                        | 1re au temps 5e aux points  |
| Tour de France 2009 | Alberto Contador (1er)                    | | 3 : Alberto Contador (2), contre-la-montre par équipes | 1re                         |
| Tour d'Espagne 2009 | Daniel Navarro (13e)                      | |                                                        | 3e                          |
| Tour d'Italie 2010  | Alexandre Vinokourov (6e)                 | |                                                        | 14e au temps 9e aux points  |
| Tour de France 2010 | Alexandre Vinokourov (16e)                | | 1 : Alexandre Vinokourov                               | 6e                          |
| Tour d'Espagne 2010 | Josep Jufré (24e)                         | |                                                        | 12e                         |
| Tour d'Italie 2011  | Roman Kreuziger (6e)                      | Classement par équipes au temps Classement des jeunes : Roman Kreuziger                                                      | 1 : Paolo Tiralongo                                    | 1re au temps 7e aux points  |
| Tour de France 2011 | Rémy Di Grégorio (39e)                    | |                                                        | 19e                         |
| Tour d'Espagne 2011 | Robert Kišerlovski (18e)                  | |                                                        | 7e                          |
| Tour d'Italie 2012  | Roman Kreuziger (15e)                     | | 2 : Paolo Tiralongo, Roman Kreuziger                   | 4e au temps 15e aux points  |
| Tour de France 2012 | Janez Brajkovič (9e)                      | |                                                        | 4e                          |
| Tour d'Espagne 2012 | Andrey Kashechkin (34e)                   | | 1 : Fredrik Kessiakoff                                 | 12e                         |
| Tour d'Italie 2013  | Vincenzo Nibali (1er)                     | | 3 : Vincenzo Nibali                                    | 2e au temps 5e aux points   |
| Tour de France 2013 | Jakob Fuglsang (7e)                       | |                                                        | 18e                         |
| Tour d'Espagne 2013 | Vincenzo Nibali (2e)                      | | 1 : contre-la-montre par équipes                       | 3e                          |
| Tour d'Italie 2014  | Fabio Aru (3e)                            | | 1 : Fabio Aru                                          | 6e au temps 19e aux points  |
| Tour de France 2014 | Vincenzo Nibali (1er)                     | | 4 : Vincenzo Nibali                                    | 6e                          |
| Tour d'Espagne 2014 | Fabio Aru (5e)                            | | 2 : Fabio Aru                                          | 6e                          |
| Tour d'Italie 2015  | Fabio Aru (2e)                            | Meilleur jeune : Fabio Aru Azzurri d'Italia : Mikel Landa Classements par équipes au temps Classements par équipes au points | 5 : Paolo Tiralongo, Mikel Landa (2) et Fabio Aru (2)  | 1re au temps 1re aux points |
| Tour de France 2015 | Vincenzo Nibali (4e)                      | | 1 : Vincenzo Nibali                                    | 4e                          |
| Tour d'Espagne 2015 | Fabio Aru (1er)                           | | 1 : Mikel Landa                                        | 4e                          |
| Tour d'Italie 2016  | Vincenzo Nibali (1er)                     | Classements par équipes au temps                                                                                             | 1 : Vincenzo Nibali                                    | 1re au temps 11e aux points |
| Tour de France 2016 | Fabio Aru (16e)                           | |                                                        | 5e                          |
| Tour d'Espagne 2016 | Michele Scarponi (11e)                    | |                                                        | 6e                          |
| Tour d'Italie 2017  | Dario Cataldo (14e)                       | |                                                        | 8e au temps 17e aux points  |
| Tour de France 2017 | Fabio Aru (5e)                            | | 1 : Fabio Aru                                          | 10e                         |
| Tour d'Espagne 2017 | Fabio Aru (13e)                           | Classement par équipes | 3 : Alexey Lutsenko, Miguel Ángel López (2)            | 1re                         |
| Tour d'Italie 2018  | Miguel Ángel López (3e)                   | Classement du meilleur jeune : Miguel Ángel López                                                                            |                                                        | 2e                          |
| Tour de France 2018 | Jakob Fuglsang (12e)                      | | 2 : Omar Fraile, Magnus Cort Nielsen                   | 5e                          |
| Tour d'Espagne 2018 | Miguel Ángel López (3e)                   | |                                                        | 4e                          |
| Tour d'Italie 2019  | Miguel Ángel López (7e)                   | Classement du meilleur jeune : Miguel Ángel López                                                                            | 3 : Pello Bilbao (2), Dario Cataldo                    | 2e                          |
| Tour de France 2019 | Alexey Lutsenko (19e)                     | |                                                        | 10e                         |
| Tour d'Espagne 2019 | Miguel Ángel López (5e)                   | | 2 : contre-la-montre par équipes et Jakob Fuglsang     | 2e                          |
| Tour de France 2020 | Miguel Ángel López (6e)                   | | 2 : Alexey Lutsenko et Miguel Ángel López              | 7e                          |
| Tour d'Italie 2020  | Jakob Fuglsang (6e)                       | |                                                        | 9e                          |
| Tour d'Espagne 2020 | Aleksandr Vlasov (11e)                    | | 1 : Ion Izagirre                                       | 3e                          |
| Tour d'Italie 2021  | Aleksandr Vlasov (4e)                     | |                                                        | 4e                          |
| Tour de France 2021 | Alexey Lutsenko (7e)                      | |                                                        | 8e                          |
| Tour d'Espagne 2021 | Ion Izagirre (26e)                        | |                                                        | 13e                         |
| Tour d'Italie 2022  | Vincenzo Nibali (4e)                      | |                                                        | 5e                          |
| Tour de France 2022 | Alexey Lutsenko (9e)                      | |                                                        | 10e                         |
| Tour d'Espagne 2022 | Miguel Ángel López (4e)                   | |                                                        | 5e                          |
| Tour d'Italie 2023  | Luis León Sánchez (24e)                   | | 1 : Mark Cavendish                                     | 7e                          |
| Tour de France 2023 | Harold Tejada (34e)                       | |                                                        | 18e                         |
| Tour d'Espagne 2023 | Andrey Zeits (46e)                        | |                                                        | 11e                         |
| Tour d'Italie 2024  | Lorenzo Fortunato (12e)                   | |                                                        | 6e                          |
| Tour de France 2024 | Harold Tejada (74e)                       | | 1 : Mark Cavendish                                     | 22e                         |
| Tour d'Espagne 2024 | Lorenzo Fortunato (16e)                   | |                                                        | 13e                         |
| Tour d'Italie 2025  | Diego Ulissi (21e)                        | Montagne : Lorenzo Fortunato                                                                                                 | 1 : Christian Scaroni                                  | 4e                          |

## XDS Astana Team en 2025
| Effectif 2025            | Effectif 2025     | Effectif 2025    | Effectif 2025                                       |
| Cycliste                 | Date de naissance | Pays             | Équipe précédente                                   |
| ------------------------ | ----------------- | ---------------- | --------------------------------------------------- |
| Davide Ballerini         | 21 septembre 1994 | Italie           | Soudal Quick-Step (2023)                            |
| Alberto Bettiol          | 29 octobre 1993   | Italie           | EF Education-EasyPost (2024)                        |
| Cees Bol                 | 27 juillet 1995   | Pays-Bas         | Team DSM (2022)                                     |
| Clément Champoussin      | 29 mai 1998       | France           | Arkéa-B&B Hotels (2024)                             |
| Anthon Charmig           | 25 mars 1998      | Danemark         | Uno-X Pro Cycling Team (2023)                       |
| Nicola Conci             | 5 janvier 1997    | Italie           | Alpecin-Deceuninck (2024)                           |
| Yevgeniy Fedorov         | 16 février 2000   | Kazakhstan       | Vino-Astana Motors (2020)                           |
| Lorenzo Fortunato        | 9 mai 1996        | Italie           | Eolo-Kometa (2023)                                  |
| Aaron Gate               | 26 novembre 1990  | Nouvelle-Zélande | Burgos-BH (2024)                                    |
| Michele Gazzoli          | 4 mars 1999       | Italie           | Astana Qazaqstan Development Team (2023)            |
| Sergio Higuita           | 1 août 1997       | Colombie         | Red Bull-Bora-Hansgrohe (2024)                      |
| Florian Samuel Kajamini  | 28 février 2003   | Italie           | MBH Bank Colpack Ballan (2024)                      |
| Max Kanter               | 22 octobre 1997   | Allemagne        | Movistar Team (2023)                                |
| Harold Martín López      | 3 décembre 2000   | Équateur         | Astana Qazaqstan Development Team (2023)            |
| Matteo Malucelli         | 20 octobre 1993   | Italie           | JCLTeam Ukyo (2024)                                 |
| Fausto Masnada           | 6 novembre 1993   | Italie           | Soudal Quick-Step (2024)                            |
| Henok Mulubrhan          | 11 novembre 1999  | Érythrée         | Green Project-Bardiani CSF-Faizanè (2023)           |
| Wout Poels               | 1 octobre 1987    | Pays-Bas         | Bahrain Victorious (2024)                           |
| Alessandro Romele        | 30 août 2003      | Italie           | Astana Qazaqstan Development Team (2024)            |
| Christian Scaroni        | 16 octobre 1997   | Italie           | Gazprom-RusVelo (2022)                              |
| Ide Schelling            | 6 février 1998    | Pays-Bas         | Bora-Hansgrohe (2023)                               |
| Harold Tejada            | 27 avril 1997     | Colombie         | Medellín (2019)                                     |
| Mike Teunissen           | 25 août 1992      | Pays-Bas         | Intermarché-Wanty (2024)                            |
| Diego Ulissi             | 15 juillet 1989   | Italie           | UAE Team Emirates (2024)                            |
| Darren van Bekkum        | 20 mars 2002      | Pays-Bas         | Team Visma \| Lease a Bike Development (2024)       |
| Simone Velasco           | 2 décembre 1995   | Italie           | Gazprom-RusVelo (2021)                              |
| Nicolas Vinokourov       | 7 juillet 2002    | Kazakhstan       | Astana Qazaqstan Development Team (2023)            |
| Anton Kuzmin             | 20 novembre 1996  | Kazakhstan       | Almaty Astana Motors (2023)                         |
| Su Haoyu                 | 26 octobre 2000   | Chine            | China Glory-Mentech Continental Cycling Team (2024) |
| Davide Toneatti          | 9 avril 2001      | Italie           | Astana Qazaqstan Development Team (2024)            |
|                          |                   |                  |                                                     |
| Source : ProCyclingStats |                   |                  |                                                     |

Victoires
| Victoires | Victoires                                                                      | Victoires  | Victoires | Victoires           | Victoires |
| Date      | Course                                                                         | Pays       | Classe    | Vainqueur           |           |
| --------- | ------------------------------------------------------------------------------ | ---------- | --------- | ------------------- | --------- |
| 19 fév.   | Classement général, Tour des Alpes-Maritimes                                   | France     | 2.1       | Christian Scaroni   |           |
| 21 fév.   | Classic Var                                                                    | France     | 1.1       | Christian Scaroni   |           |
| 22 fév.   | 1re étape du Tour des Alpes-Maritimes                                          | France     | 2.1       | Christian Scaroni   |           |
| 6 avr.    | Classement général, Tour de Grèce                                              | Grèce      | 2.1       | Harold Martín López |           |
| 7 avr.    | 1re étape du Tour de Hainan                                                    | Chine      | 2.Pro     | Matteo Malucelli    |           |
| 10 avr.   | 4e étape du Tour de Hainan                                                     | Chine      | 2.Pro     | Aaron Gate          |           |
| 29 avr.   | 3e étape du Tour de Turquie                                                    | Turquie    | 2.Pro     | Lev Gonov           |           |
| 30 avr.   | 4e étape du Tour de Turquie                                                    | Turquie    | 2.Pro     | Wout Poels          |           |
| 1 mai     | 2e étape du Tour de Romandie                                                   | Suisse     | 2.UWT     | Lorenzo Fortunato   |           |
| 2 mai     | 6e étape du Tour de Turquie                                                    | Turquie    | 2.Pro     | Harold Martín López |           |
| 4 mai     | Famenne Ardenne Classic                                                        | Belgique   | 1.1       | Max Kanter          |           |
| 4 mai     | Classement général, Tour de Turquie                                            | Turquie    | 2.Pro     | Wout Poels          |           |
| 4 mai     | 8e étape du Tour de Turquie                                                    | Turquie    | 2.Pro     | Matteo Malucelli    |           |
| 16 mai    | 3e étape du Tour de Hongrie                                                    | Hongrie    | 2.Pro     | Harold Martín López |           |
| 18 mai    | Classement général, Tour de Hongrie                                            | Hongrie    | 2.Pro     | Harold Martín López |           |
| 27 mai    | 16e étape du Tour d'Italie                                                     | Italie     | 2.UWT     | Christian Scaroni   |           |
| 31 mai    | 2e étape des Boucles de la Mayenne                                             | France     | 2.Pro     | Aaron Gate          |           |
| 1 juin    | Classement général, Boucles de la Mayenne                                      | France     | 2.Pro     | Aaron Gate          |           |
| 24 juin   | Tour des Apennins                                                              | Italie     | 1.1       | Diego Ulissi        |           |
| 26 juin   | Contre-la-montre masculin aux championnats du Kazakhstan de cyclisme sur route | Kazakhstan | CN        | Yevgeniy Fedorov    |           |
| 29 juin   | Championnat du Kazakhstan sur route                                            | Kazakhstan | CN        | Yevgeniy Fedorov    |           |
| 11 juill. | 6e étape du Tour du lac Qinghai                                                | Chine      | 2.Pro     | Henok Mulubrhan     |           |
| 13 juill. | Classement général, Tour du lac Qinghai                                        | Chine      | 2.Pro     | Henok Mulubrhan     |           |

## Saisons précédentes
| - Saison 2007 - Saison 2008 - Saison 2009 - Saison 2010 - Saison 2011 - Saison 2012 | - Saison 2013 - Saison 2014 - Saison 2015 - Saison 2016 - Saison 2017 - Saison 2018 | - Saison 2019 - Saison 2020 - Saison 2021 - Saison 2022 - Saison 2023 - Saison 2024 |